# Unión Regional Deportiva 2014
La Unión Regional Deportiva «Luis Alberto Mestelán» 2014 - Copa Sergio Mauricio Pinchentti, fue una nueva temporada de la unión de ligas conformada por la Liga Tandilense de Fútbol, la Liga Ayacuchense de fútbol, la Liga Rauchense de fútbol y la Liga Juarense de fútbol, que comenzó a desarrollarse a partir del 26 de abril y culminó el 7 de diciembre, con la final anual de vuelta.
Atlético Ayacucho, se consagró campeón de la Unión Regional Deportiva 2014, venciendo en la Final del año a Independiente (Tandil), por un resultado global de 1 a 0.
Independiente de Tandil, Atlético Ayacucho y Argentino de Benito Juárez se clasificaron para disputar el Torneo Federal C 2015, luego de que este último lo lograra a través de un cuadrangular definitorio (ya que este año, el Consejo Federal de Fútbol cambió el método de clasificación de los clubes para el Torneo del Interior 2015, lo que hizo necesario jugarse una fase más).

## Equipos participantes
| Equipo                                                                   | Ciudad        |
| ------------------------------------------------------------------------ | ------------- |
| Club Atlético Alumni                                                     | Benito Juárez |
| Club Social y Deportivo Argentino                                        | Benito Juárez |
| Club Atlético Ayacucho                                                   | Ayacucho      |
| Botafogo Fútbol Club                                                     | Rauch         |
| Club Defensores Ayacucho                                                 | Ayacucho      |
| Club Defensores del Cerro                                                | Tandil        |
| Club Social y Deportivo Tandil                                           | Tandil        |
| Ateneo Cultural y Deportivo José Manuel Estrada                          | Ayacucho      |
| Club Social y Deportivo Excursionistas                                   | Tandil        |
| Club Atlético y Biblioteca Ferrocarril Sud                               | Tandil        |
| Club Gimnasia y Esgrima                                                  | Tandil        |
| Club Grupo Universitario                                                 | Tandil        |
| Club Independiente                                                       | Tandil        |
| Club Atlético Juarense                                                   | Benito Juárez |
| Club Social y Deportivo Loma Negra                                       | Barker        |
| Club Deportivo San José                                                  | Tandil        |
| Club Atlético San Lorenzo                                                | Rauch         |
| Club y Biblioteca Ramón Santamarina                                      | Tandil        |
| Club Atlético Sarmiento                                                  | Ayacucho      |
| UNICEN (Universidad Nacional del Centro de la Provincia de Buenos Aires) | Tandil        |
| Sociedad de Fomento Unión y Progreso                                     | Tandil        |
| Centro Social Velense                                                    | M. I. Vela    |
| Club Social y Deportivo Villa Aguirre                                    | Tandil        |

| Bajas   |
| ------- |
| No hubo |

| Altas   |
| ------- |
| No hubo |

### Árbitros
El arbitraje de la Unión Regional Deportiva 2014 se organiza de acuerdo a la ciudad en la que sea el encuentro. En Tandil, Vela y Barker, se encarga la Asociación Tandilense de Árbitros en designar conjuntamente con la Liga a los oficiales de los partidos. En Benito Juárez, es la Liga, la que los designa solamente, al igual que lo que sucede en Ayacucho y Rauch. Sólo para las finales es que se implementa la presencia de un cuarto árbitro en cancha.

## Sistema de disputa
El sistema de disputa de la temporada 2014 será:
- Primera fase: Se llevará a cabo por el sistema de puntos en cada una de las zonas, las cuales jugarán todos contra todos a una rueda (dentro de su zona). Clasifican a la segunda fase, del primero (1.º) al cuarto (4.º) de cada zona. En total 8 equipos. El resto de los clubes pasan a disputar la fase repechaje. En total 15 clubes.
- Segunda fase: Estará integrada con los ocho (8) clasificados de la primera fase, disputándose a una sola rueda por suma de puntos, iniciando la disputa de esta fase con puntaje cero (0) todos los participantes. El ganador obtendrá el derecho a disputar la final del año con el ganador de la tercera fase. Del 1.º al 8.º pasan a disputar la tercera fase con ocho clubes de la fase repechaje. En total 16 clubes.
- Fase Repechaje: Los quince (15) clubes que no clasificaron a la segunda fase, se agruparán en dos (2) zonas una de ocho (8) clubes y otra de siete (7). Se llevará a cabo por el sistema de puntos en cada una de las zonas, las cuales jugarán todos contra todos a una rueda (dentro de su zona), iniciando la disputa de esta fase con puntaje cero (0) todos los participantes. Clasifican a la tercera fase del 1.º al 4.º de cada zona. En total 8 clubes.
- Tercera fase: Estará integrada por clubes clasificados en las posiciones del 1.º y 8.º de la segunda fase y los ocho clasificados de la fase repechaje -en total 16 clubes-. Se disputará por eliminación directa, a un solo partido, arrancando de Octavos de final. El ganador obtendrá el derecho a disputar la final del año con el ganador de la segunda fase.
- Final Anual: La disputarán el ganador de la Segunda fase y el ganador de la Tercera fase a partido ida y vuelta definiendo de local el ganador de la Segunda fase. En caso de que el ganador sea el mismo, no habrá final anual ya que quedará automáticamente coronado campeón de la temporada 2014.

## Primera fase

### Posiciones generales

#### Zona Norte
| #   | Equipo                        | Pts | PJ | PG | PE | PP | GF | GC | DG  |
| --- | ----------------------------- | --- | -- | -- | -- | -- | -- | -- | --- |
| 1.  | Sarmiento (Ayacucho)          | 20  | 10 | 5  | 5  | 0  | 17 | 10 | 7   |
| 2.  | Estrada (Ayacucho)            | 19  | 10 | 5  | 4  | 1  | 11 | 10 | 1   |
| 3.  | Atlético Ayacucho             | 17  | 10 | 4  | 5  | 1  | 18 | 12 | 6   |
| 4.  | San Lorenzo (Rauch)           | 17  | 10 | 5  | 2  | 3  | 18 | 16 | 2   |
| 5.  | Santamarina (Tandil)          | 16  | 10 | 4  | 4  | 2  | 25 | 15 | 10  |
| 6.  | UNICEN (Tandil)               | 13  | 10 | 3  | 4  | 3  | 10 | 9  | 1   |
| 7.  | Gimnasia (Tandil)             | 11  | 10 | 2  | 5  | 3  | 13 | 14 | -1  |
| 8.  | Defensores (Ayacucho)         | 10  | 10 | 2  | 4  | 4  | 11 | 12 | -1  |
| 9.  | Defensores del Cerro (Tandil) | 9   | 10 | 2  | 3  | 5  | 8  | 13 | -5  |
| 10. | San José (Tandil)             | 7   | 10 | 2  | 1  | 7  | 11 | 21 | -10 |
| 11. | Botafogo (Rauch)              | 6   | 10 | 1  | 3  | 6  | 14 | 24 | -10 |

#### Zona Sur
| #   | Equipo                       | Pts | PJ | PG | PE | PP | GF | GC | DG  |
| --- | ---------------------------- | --- | -- | -- | -- | -- | -- | -- | --- |
| 1.  | Independiente (Tandil)       | 29  | 11 | 9  | 2  | 0  | 27 | 5  | 22  |
| 2.  | Villa Aguirre (Tandil)       | 23  | 11 | 7  | 2  | 2  | 23 | 13 | 10  |
| 3.  | Ferrocarril Sud (Tandil)     | 18  | 11 | 5  | 3  | 3  | 16 | 13 | 3   |
| 4.  | Unión y Progreso (Tandil)    | 17  | 11 | 4  | 5  | 2  | 25 | 19 | 6   |
| 5.  | Loma Negra (Barker)          | 17  | 11 | 5  | 2  | 4  | 13 | 11 | 2   |
| 6.  | Argentino (Benito Juárez)    | 16  | 11 | 4  | 4  | 3  | 12 | 10 | 2   |
| 7.  | Excursionistas (Tandil)      | 15  | 11 | 4  | 3  | 4  | 16 | 15 | 1   |
| 8.  | Grupo Universitario (Tandil) | 14  | 11 | 3  | 5  | 3  | 18 | 12 | 6   |
| 9.  | Velense (M. I. Vela)         | 14  | 11 | 3  | 5  | 3  | 12 | 13 | -1  |
| 10. | Alumni (Benito Juárez)       | 8   | 11 | 2  | 2  | 7  | 14 | 19 | -5  |
| 11. | Juarense (Benito Juárez)     | 6   | 11 | 2  | 3  | 6  | 17 | 21 | -4  |
| 12. | Deportivo Tandil (Tandil)    | 0   | 11 | 0  | 0  | 11 | 4  | 41 | -37 |

(1): A Juarense se le dio por perdido 1 a 0 el partido que le había ganado a Loma Negra en la Fecha 1, debido a la mala inclusión de un jugador. Además se le descontarán 3 unidades al finalizar la Primera fase.
|  | En zona de clasificación para la Segunda fase. |
|  | En zona de clasificación para el Repechaje.    |

### Resultados
| 26 de abril, 15:30 | Atlético Ayacucho                                                                                 | 5:2     | Botafogo (Rauch)                   | Luciano Ceverio, Ayacucho   |                             |
|                    | Agustín Hermida · Mariano Montalivet · Leandro Aparicio · Iñaki Oilataguerre · Gastón Olavarrieta | Reporte | Javier Falavella · Isidoro Arevalo | Árbitro(s): Daniel Figueroa | Árbitro(s): Daniel Figueroa |

| 26 de abril, 15:30 | San Lorenzo (Rauch)                      | 2:1     | Defensores (Ayacucho) | Municipal, Rauch             |                              |
|                    | Rodrigo Zárate 77' · Emiliano Flores 85' | Reporte | Walter Gómez 55'      | Árbitro(s): Javier Caballero | Árbitro(s): Javier Caballero |

| 26 de abril, 15:30 | Santamarina (Tandil)                                                             | 5:0 | Estrada (Ayacucho) | Club Hípico, Tandil      |                          |
|                    | Jorge Valverde · Agustín Lucio · Bernardo Lasarte · Enzo Díaz · Paolo Colantonio |     |                    | Árbitro(s): Matías Picot | Árbitro(s): Matías Picot |

| 26 de abril, 15:30 | Defensores del Cerro (Tandil) | 0:0 | Gimnasia (Tandil) | Excursionistas, Tandil           |  |
|                    |                               |     |                   | Árbitro(s): Víctor Hugo González |  |

| 1 de mayo, 16:00 | Sarmiento (Ayacucho)                      | 2:1     | San José (Tandil)         | Mpal. José Barbieri, Ayacucho |                           |
|                  | Santiago Ceschini 46' · Joaquín Didio 61' | Reporte | Facundo Franceschetti 33' | Árbitro(s): Marcelo Casco     | Árbitro(s): Marcelo Casco |

| 26 de abril, 15:30 | Loma Negra (Barker) (1) | 0:1 | Juarense (Benito Juárez) | Loma Negra, Villa Cacique |                        |
|                    |                         |     | Franco Zapata            | Árbitro(s): Diego Albo    | Árbitro(s): Diego Albo |

| 26 de abril, 15:30 | Argentino (Benito Juárez)              | 2:1     | Grupo Universitario (Tandil) | Eduardo Carvajal, Benito Juárez |                        |
|                    | Rafael Rímoli 28' · Gustavo Arista 47' | Reporte | Lucas Gianmaria 11'          | Árbitro(s): Juan Garay          | Árbitro(s): Juan Garay |

| 26 de abril, 16:30 | Villa Aguirre (Tandil)            | 2:1 | Alumni (Benito Juárez) | Mpal. Gral. San Martín, Tandil |                            |
|                    | Rodrigo Quintas · Matías Ferreiro |     | Daniel Meilan          | Árbitro(s): Marcelo Torres     | Árbitro(s): Marcelo Torres |

| 26 de abril, 18:30 | Deportivo Tandil (Tandil) | 0:4 | Velense (M. I. Vela)                                     | Mpal. Gral. San Martín, Tandil |                             |
|                    |                           |     | Leandro Narciandi · Mauro Ruiz Sánchez · Gustavo Venanzi | Árbitro(s): Emanuel Mazzoni    | Árbitro(s): Emanuel Mazzoni |

| 26 de abril, 15:30 | Independiente (Tandil)                                                                         | 4:1     | Ferrocarril Sud (Tandil) | Agustín F. Berroeta, Tandil |                        |
|                    | Ramiro Arteagaveytía 19' · Agustín Olaechea 41' · Santiago Aladro 54' · Nicolás Gorosito 90+2' | Reporte | Facundo Franco 26'       | Árbitro(s): Paulo Latú      | Árbitro(s): Paulo Latú |

| 26 de abril, 15:30 | Unión y Progreso (Tandil)                     | 4:0 | Excursionistas (Tandil) | Gimnasia, Tandil               |                                |
|                    | Mauricio Prado · Andrés Cardoso · Martín Díaz |     |                         | Árbitro(s): Maximiliano Moreno | Árbitro(s): Maximiliano Moreno |

| 10 de mayo, 14:00 | Estrada (Ayacucho)              | 2:1 | San Lorenzo (Rauch) | Mpal. José Barbieri, Ayacucho |                           |
|                   | Marcos Martínez · Martín Scerbo |     | Rodrigo Zárate      | Árbitro(s): Gonzalo López     | Árbitro(s): Gonzalo López |

| 10 de mayo, 15:30 | Gimnasia (Tandil)                   | 2:1     | Santamarina (Tandil) | Gimnasia, Tandil       |                        |
|                   | Mariano Larragneguy · Juan Barbeira | Reporte | Jorge Valverde       | Árbitro(s): Paulo Latú | Árbitro(s): Paulo Latú |

| 10 de mayo, 15:30 | Botafogo (Rauch)                                | 2:4     | Sarmiento (Ayacucho)                                             | Botafogo, Rauch              |                              |
|                   | Francisco Signorelli 73' · Juan Ballesteros 86' | Reporte | Julián Pringles 27' · Adrián Roelofs 58' 78' · Joaquín Didio 66' | Árbitro(s): Javier Caballero | Árbitro(s): Javier Caballero |

| 10 de mayo, 15:30 | Defensores del Cerro (Tandil) | 1:2 | UNICEN (Tandil)              | Excursionistas, Tandil          |                                 |
|                   | Manuel Murrone                |     | Damián Salas · Albino Mújica | Árbitro(s): Sebastián Quinteros | Árbitro(s): Sebastián Quinteros |

| 10 de mayo, 16:00 | Defensores (Ayacucho) | 0:1     | Atlético Ayacucho     | Mpal. José Barbieri, Ayacucho |                             |
|                   |                       | Reporte | Gastón Olavarrieta 6' | Árbitro(s): Lucas Gualdieri   | Árbitro(s): Lucas Gualdieri |

| 10 de mayo, 15:30 | Ferrocarril Sud (Tandil)          | 3:1 | Deportivo Tandil (Tandil) | Dámaso Latasa, Tandil       |                             |
|                   | Esteban Bonarrigo · Oscar Ramírez |     | Carlos Romano             | Árbitro(s): Rodrigo Álvarez | Árbitro(s): Rodrigo Álvarez |

| 10 de mayo, 15:30 | Velense (M. I. Vela) | 1:1 | Villa Aguirre (Tandil) | Miguel Ochoa, Vela       |                          |
|                   | Germán Paz           |     | Lucas Romero           | Árbitro(s): Matías Picot | Árbitro(s): Matías Picot |

| 10 de mayo, 15:30 | Alumni (Benito Juárez) | 0:2     | Argentino (Benito Juárez)                         | Alumni, Benito Juárez       |                             |
|                   |                        | Reporte | Francisco Gómez Olsen 81' · Maximiliano Pérez 91' | Árbitro(s): Pablo Sepúlveda | Árbitro(s): Pablo Sepúlveda |

| 10 de mayo, 15:30 | Grupo Universitario (Tandil) | 1:1 | Loma Negra (Barker) | Mpal. Gral. San Martín, Tandil |                           |
|                   | Carlos Candia                |     | Sergio Caruso       | Árbitro(s): Diego Novelli      | Árbitro(s): Diego Novelli |

| 10 de mayo, 15:30 | Juarense (Benito Juárez) | 1:3 | Excursionistas (Tandil)                         | Gastón Lafón, Benito Juárez |                        |
|                   | Franco Zapata            |     | Gonzalo Álvarez · Roque Yubiza · Nicolás Castro | Árbitro(s): Juan Garay      | Árbitro(s): Juan Garay |

| 10 de mayo, 15:30 | Independiente (Tandil)                                                                     | 4:0     | Unión y Progreso (Tandil) | Agustín F. Berroeta, Tandil    |                                |
|                   | Martín Camio 8' · Santiago Aladro 9' · Diego Guerendiain 42' (a.g.) · Agustín Olaechea 50' | Reporte |                           | Árbitro(s): Marcos Altamiranda | Árbitro(s): Marcos Altamiranda |

| 17 de mayo, 15:30 | Sarmiento (Ayacucho)         | 2:0     | Defensores (Ayacucho) | Mpal. José Barbieri, Ayacucho |                             |
|                   | Joaquín Didío · Ricardo Sosa | Reporte |                       | Árbitro(s): Daniel Figueroa   | Árbitro(s): Daniel Figueroa |

| 17 de mayo, 15:30 | Atlético Ayacucho | 1:1     | Estrada (Ayacucho) | Luciano Ceverio, Ayacucho  |                            |
|                   | Jonatan Larraule  | Reporte | Alfredo Suárez     | Árbitro(s): Ignacio Liuzzi | Árbitro(s): Ignacio Liuzzi |

| 17 de mayo, 15:30 | San Lorenzo (Rauch)                       | 3:3 | Gimnasia (Tandil)                                    | Municipal, Rauch            |                             |
|                   | Rodrigo Zárate · Fabricio Gómez -' (a.g.) |     | Pablo Federico · Matías Arrospide · Marcos Fernández | Árbitro(s): Paulo Caballero | Árbitro(s): Paulo Caballero |

| 17 de mayo, 15:30 | Santamarina (Tandil)          | 3:0 | Defensores del Cerro (Tandil) | Club Hípico, Tandil              |                                  |
|                   | Mariano Rodríguez · Enzo Díaz |     |                               | Árbitro(s): Víctor Hugo González | Árbitro(s): Víctor Hugo González |

| 17 de mayo, 15:30 | UNICEN (Tandil)                                               | 3:2     | San José (Tandil)                        | Dámaso Latasa, Tandil  |                        |
|                   | Julián Andrada 25' · Damián Salas 38' · Gonzalo Fernández 82' | Reporte | Víctor Rodríguez 12' · Lautaro Llano 73' | Árbitro(s): Paulo Latú | Árbitro(s): Paulo Latú |

| 17 de mayo, 15:30 | Excursionistas (Tandil) | 1:1 | Grupo Universitario (Tandil) | Excursionistas, Tandil          |                                 |
|                   | Matías Lecuona          |     | Lucas Zabala                 | Árbitro(s): Sebastián Quinteros | Árbitro(s): Sebastián Quinteros |

| 17 de mayo, 15:30 | Loma Negra (Barker)                                  | 3:1 | Alumni (Benito Juárez) | Loma Negra, Villa Cacique      |                                |
|                   | Martín Baier · Emiliano Baier · Cristian Del Carlo · |     | Ezequiel Saracho       | Árbitro(s): Marcos Altamiranda | Árbitro(s): Marcos Altamiranda |

| 17 de mayo, 15:30 | Argentino (Benito Juárez) | 0:0     | Velense (M. I. Vela) | Eduardo Carvajal, Benito Juárez |                              |
|                   |                           | Reporte |                      | Árbitro(s): Gregorio Saravia    | Árbitro(s): Gregorio Saravia |

| 17 de mayo, 15:30 | Villa Aguirre (Tandil)         | 2:1 | Ferrocarril Sud (Tandil) | Mpal. Gral. San Martín, Tandil |                            |
|                   | Gastón Núñez · Emiliano Cadona |     | Juan Sánchez             | Árbitro(s): Marcelo Torres     | Árbitro(s): Marcelo Torres |

| 17 de mayo, 15:30 | Deportivo Tandil (Tandil) | 0:7 | Independiente (Tandil)                                                                                  | Agustín F. Berroeta, Tandil |                           |
|                   |                           |     | Laureano Pereyra · Santiago Aladro · Francisco González Metilli · Nicolás Gorosito · Juan Ignacio Turri | Árbitro(s): Diego Novelli   | Árbitro(s): Diego Novelli |

| 17 de mayo, 15:30 | Unión y Progreso (Tandil)    | 2:2 | Juarense (Benito Juárez)        | Gimnasia, Tandil            |                             |
|                   | Juan Merani · Andrés Cardoso |     | Franco Zapata · Nicolás Robledo | Árbitro(s): Emanuel Mazzoni | Árbitro(s): Emanuel Mazzoni |

| 24 de mayo, 15:30 | Defensores del Cerro (Tandil) | 0:1 | San Lorenzo (Rauch) | Excursionistas, Tandil      |                             |
|                   |                               |     | Gonzalo Cadona      | Árbitro(s): Gustavo Beckman | Árbitro(s): Gustavo Beckman |

| 24 de mayo, 15:30 | Gimnasia (Tandil)   | 1:1 | Atlético Ayacucho | Gimnasia, Tandil           |                            |
|                   | Mariano Larragneguy |     | Leandro Aparicio  | Árbitro(s): Marcelo Torres | Árbitro(s): Marcelo Torres |

| 24 de mayo, 15:30 | Estrada (Ayacucho) | 1:1     | Sarmiento (Ayacucho) | Mpal. José Barbieri, Ayacucho |  |
|                   | Cristian García    | Reporte | Julián Pringles      |                               |  |

| 24 de mayo, 15:30 | Botafogo (Rauch)     | 1:2     | San José (Tandil)                        | Botafogo, Rauch             |                             |
|                   | Francisco Signorelli | Reporte | Víctor Rodríguez · Facundo Franceschetti | Árbitro(s): Paulo Caballero | Árbitro(s): Paulo Caballero |

| 24 de mayo, 15:30 | Santamarina (Tandil) | 0:0 | UNICEN (Tandil) | Club Hípico, Tandil    |  |
|                   |                      |     |                 | Árbitro(s): Diego Albo |  |

| 24 de mayo, 15:30 | Independiente (Tandil)             | 2:1     | Villa Aguirre (Tandil) | Agustín F. Berroeta, Tandil      |                                  |
|                   | Laureano Pereyra · Santiago Aladro | Reporte | Gastón Nuñez           | Árbitro(s): Víctor Hugo González | Árbitro(s): Víctor Hugo González |

| 24 de mayo, 15:30 | Ferrocarril Sud (Tandil) | 1:0 | Argentino (Benito Juárez) | Dámaso Latasa, Tandil    |                          |
|                   | Martín Pradal            |     |                           | Árbitro(s): Matías Picot | Árbitro(s): Matías Picot |

| 24 de mayo, 15:30 | Velense (M. I. Vela) | 1:3 | Loma Negra (Barker)                                         | Miguel Ochoa, Vela          |                             |
|                   | Marcelo Urtiaga      |     | Juan Ignacio Mesa · Leonardo Fernández · Alfonso Constantín | Árbitro(s): Emanuel Mazzoni | Árbitro(s): Emanuel Mazzoni |

| 24 de mayo, 15:30 | Alumni (Benito Juárez)                         | 3:2     | Excursionistas (Tandil)       | Eduardo Carvajal, Benito Juárez |                              |
|                   | Enzo Saracho · Emiliano Goitea · Nicolás Borri | Reporte | Matías Lecuona · Matías Verga | Árbitro(s): Gregorio Saravia    | Árbitro(s): Gregorio Saravia |

| 24 de mayo, 15:30 | Grupo Universitario (Tandil) | 1:4 | Juarense (Benito Juárez)                                                  | Mpal. San Martín, Tandil    |                             |
|                   | Lucas Gianmaria              |     | Juan Larrazabal · Octavio Ríos -' (a.g.) · Martín Mendia · Francisco Coda | Árbitro(s): Rodrigo Álvarez | Árbitro(s): Rodrigo Álvarez |

| 24 de mayo, 17:30 | Deportivo Tandil (Tandil) | 1:5 | Unión y Progreso (Tandil)                                         | Mpal. San Martín, Tandil        |                                 |
|                   | Marcelo Vázquez           |     | Mauricio Prado · Claudio Juárez · Martín Alonso · Nicolás Hidalgo | Árbitro(s): Sebastián Quinteros | Árbitro(s): Sebastián Quinteros |

| 31 de mayo, 15:30 | San José (Tandil) | 0:4 | Defensores (Ayacucho)                                               | Club Hípico, Tandil         |                             |
|                   |                   |     | Leandro Córdoba · Walter Gómez · Fausto Piastrellini · Pablo Liuzzi | Árbitro(s): Rodrigo Álvarez | Árbitro(s): Rodrigo Álvarez |

| 31 de mayo, 15:30 | Sarmiento (Ayacucho)        | 2:1 | Gimnasia (Tandil) | Mpal. José Barbieri, Ayacucho |  |
|                   | Joaquín Didio · Iván Blanco |     | Juan González     |                               |  |

| 31 de mayo, 15:30 | Atlético Ayacucho | 1:1 | Defensores del Cerro (Tandil) | Luciano Ceverio, Ayacucho |                           |
|                   | Jonathan Larraule |     | Lucas Ruarte                  | Árbitro(s): Gonzalo López | Árbitro(s): Gonzalo López |

| 31 de mayo, 15:30 | San Lorenzo (Rauch)                 | 3:2 | Santamarina (Tandil)              | Municipal, Rauch             |                              |
|                   | Rodrigo Zárate · Maximiliano Krauel |     | Jorge Valverde · Paolo Colantonio | Árbitro(s): Javier Caballero | Árbitro(s): Javier Caballero |

| 31 de mayo, 15:30 | UNICEN (Tandil)  | 1:1 | Botafogo (Rauch) | Dámaso Latasa, Tandil      |                            |
|                   | Pedro Etchegaray |     | Miguel Veloz     | Árbitro(s): Marcelo Torres | Árbitro(s): Marcelo Torres |

| 31 de mayo, 15:30 | Juarense (Benito Juárez) | 1:1     | Alumni (Benito Juárez) | Gastón Lafón, Benito Juárez |                         |
|                   | Nicolás Robledo          | Reporte | Francisco Meilán       | Árbitro(s): Pablo Ubeda     | Árbitro(s): Pablo Ubeda |

| 31 de mayo, 15:30 | Excursionistas (Tandil) | 1:1     | Velense (M. I. Vela)   | Excursionistas, Tandil         |                                |
|                   | Matías Lecuona 67'      | Reporte | Mauro Ruiz Sánchez 78' | Árbitro(s): Marcos Altamiranda | Árbitro(s): Marcos Altamiranda |

| 31 de mayo, 15:30 | Loma Negra (Barker) | 0:2     | Ferrocarril Sud (Tandil)        | Loma Negra, Villa Cacique |                        |
|                   |                     | Reporte | Gonzalo Herrera · Martín Pradal | Árbitro(s): Paulo Latú    | Árbitro(s): Paulo Latú |

| 31 de mayo, 15:30 | Argentino (Benito Juárez) | 1:1     | Independiente (Tandil) | Eduardo Carvajal, Benito Juárez |                        |
|                   | Francisco Gómez Olsen 48' | Reporte | Laureano Pereyra 14'   | Árbitro(s): Juan Garay          | Árbitro(s): Juan Garay |

| 31 de mayo, 15:30 | Villa Aguirre (Tandil)        | 3:1 | Deportivo Tandil (Tandil) | Mpal. Gral. San Martín, Tandil |                           |
|                   | Lucas Porta · Federico Albert |     | Marcelo Vázquez           | Árbitro(s): Lucas Novelli      | Árbitro(s): Lucas Novelli |

| 31 de mayo, 15:30 | Unión y Progreso (Tandil) | 1:1 | Grupo Universitario (Tandil) | Gimnasia, Tandil         |                          |
|                   | Andrés Cardoso            |     | Diego Pérez Rivero           | Árbitro(s): Matías Picot | Árbitro(s): Matías Picot |

| 7 de junio, 14:00 | Estrada (Ayacucho) | 2:0 | San José (Tandil) | Mpal. José Barbieri, Ayacucho |                           |
|                   | Martín Scerbo      |     |                   | Árbitro(s): Marcelo Casco     | Árbitro(s): Marcelo Casco |

| 7 de junio, 15:30 | Santamarina (Tandil)                        | 3:2 | Atlético Ayacucho                       | Club Hípico, Tandil    |                        |
|                   | Enzo Díaz · Gonzalo Franco · Jorge Valverde |     | Gastón Olavarrieta · Mariano Montalivet | Árbitro(s): Paulo Latú | Árbitro(s): Paulo Latú |

| 7 de junio, 15:30 | San Lorenzo (Rauch) | 1:0 | UNICEN (Tandil) | Municipal, Rauch           |                            |
|                   | Maximiliano Krauel  |     |                 | Árbitro(s): Bruno Herrería | Árbitro(s): Bruno Herrería |

| 7 de junio, 16:00 | Defensores (Ayacucho) | 1:0 | Botafogo (Rauch) | Mpal. José Barbieri, Ayacucho |                             |
|                   | Juan Pablo Etcheverry |     |                  | Árbitro(s): Lucas Gualdieri   | Árbitro(s): Lucas Gualdieri |

| 12 de julio, 15:30 | Defensores del Cerro (Tandil)  | 2:3 | Sarmiento (Ayacucho)            | Excursionistas, Tandil |                        |
|                    | Nicolás Corrado · Lucas Ruarte |     | Luciano Lorenzo · Joaquín Didío | Árbitro(s): Paulo Latú | Árbitro(s): Paulo Latú |

| 7 de junio, 15:30                                                 | Argentino (Benito Juárez) | 2:0 | Deportivo Tandil (Tandil) | Eduardo Carvajal, Benito Juárez |                              |
|                                                                   | Darío Larrea              |     |                           | Árbitro(s): Gregorio Saravia    | Árbitro(s): Gregorio Saravia |
| Deportivo Tandil cedió la condición de local por falta de cancha. |                           |     |                           |                                 |                              |

| 7 de junio, 15:30 | Alumni (Benito Juárez) | 0:2 | Grupo Universitario (Tandil)     | Alumni, Benito Juárez |  |
|                   |                        |     | Lucas Gianmaria · Juan Orsingher |                       |  |

| 7 de junio, 15:30 | Ferrocarril Sud (Tandil) | 1:1     | Excursionistas (Tandil) | Dámaso Latasa, Tandil      |                            |
|                   | Martín Pradal 61'        | Reporte | Matías Lecuona 54'      | Árbitro(s): Marcelo Torres | Árbitro(s): Marcelo Torres |

| 12 de julio, 15:30 | Independiente (Tandil) | 1:0     | Loma Negra (Barker) | Agustín F. Berroeta, Tandil    |                                |
|                    | Rodolfo Valerio 28'    | Reporte |                     | Árbitro(s): Marcos Altamiranda | Árbitro(s): Marcos Altamiranda |

| 13 de agosto | Velense (M. I. Vela) | 0:0     | Juarense (Benito Juárez) | Loma Negra, Villa Cacique |  |
|              |                      | Reporte |                          |                           |  |

| 12 de julio, 15:30 | Villa Aguirre (Tandil)                     | 5:3 | Unión y Progreso (Tandil)                     | Club Hípico, Tandil         |                             |
|                    | Lucas Porta · Leonel García · Gastón Núñez |     | Marcelo Abadie · Martín Díaz · Mauricio Prado | Árbitro(s): Emanuel Mazzoni | Árbitro(s): Emanuel Mazzoni |

| 19 de junio, 20:30 | Sarmiento (Ayacucho)          | 2:2     | Santamarina (Tandil)              | Mpal. José Barbieri, Ayacucho |                             |
|                    | Julián Pringles · Iván Blanco | Reporte | Jorge Valverde · Bernardo Lazarte | Árbitro(s): Daniel Figueroa   | Árbitro(s): Daniel Figueroa |

| 28 de junio, 15:30 | Botafogo (Rauch) | 1:1 | Estrada (Ayacucho) | Botafogo, Rauch              |                              |
|                    | Martín García    |     | Marcos Martínez    | Árbitro(s): Javier Caballero | Árbitro(s): Javier Caballero |

| 28 de junio, 15:30 | San José (Tandil)   | 1:0 | Gimnasia (Tandil) | Club Hípico, Tandil         |                             |
|                    | Guillermo Fernández |     |                   | Árbitro(s): Gustavo Beckman | Árbitro(s): Gustavo Beckman |

| 28 de junio, 15:30 | Atlético Ayacucho                                     | 4:2     | San Lorenzo (Rauch)             | Luciano Ceverio, Ayacucho   |                             |
|                    | Jonathan Larraule · Manuel Ceverio · Lucio Esteberena | Reporte | Luis Guevara · Emiliano Guevara | Árbitro(s): Lucas Gualdieri | Árbitro(s): Lucas Gualdieri |

| 28 de junio, 15:30 | UNICEN (Tandil)                                | 3:1 | Defensores (Ayacucho) | Dámaso Latasa, Tandil       |                             |
|                    | Balbino Mújica · Julián Andrada · Lucas Ajuria |     | Walter Gómez          | Árbitro(s): Emanuel Mazzoni | Árbitro(s): Emanuel Mazzoni |

| 28 de junio, 15:30                                                   | Velense (M. I. Vela) | 1:0 | Grupo Universitario (Tandil) | Miguel Ochoa, Vela             |                                |
|                                                                      | Mariano Debliger     |     |                              | Árbitro(s): Maximiliano Moreno | Árbitro(s): Maximiliano Moreno |
| Grupo Universitario cedió la condición de local por falta de cancha. |                      |     |                              |                                |                                |

| 28 de junio, 15:30 | Juarense (Benito Juárez) | 1:2 | Ferrocarril Sud (Tandil)       | Gastón Lafón, Benito Juárez |  |
|                    | Martín Larrazabal        |     | Leandro Candia · Martín Pradal |                             |  |

| 28 de junio, 15:30 | Excursionistas (Tandil) | 0:1     | Independiente (Tandil) | Excursionistas, Tandil    |                           |
|                    |                         | Reporte | Joaquín Hernández 38'  | Árbitro(s): Lucas Novelli | Árbitro(s): Lucas Novelli |

| 28 de junio, 15:30 | Loma Negra (Barker)               | 2:1 | Deportivo Tandil (Tandil) | Loma Negra, Villa Cacique |                          |
|                    | Martín Baier · Alfonso Constantin |     | Oscar Curbetti            | Árbitro(s): Matías Picot  | Árbitro(s): Matías Picot |

| 28 de junio, 15:30 | Argentino (Benito Juárez) | 0:1     | Villa Aguirre (Tandil) | Eduardo Carvajal, Benito Juárez |                             |
|                    |                           | Reporte | Lucas Porta 90+4'      | Árbitro(s): Pablo Sepúlveda     | Árbitro(s): Pablo Sepúlveda |

| 28 de junio, 15:30 | Unión y Progreso (Tandil)                     | 4:1 | Alumni (Benito Juárez) | Gimnasia, Tandil          |                           |
|                    | Mauricio Prado · Marcelo Abadie · Martín Díaz |     | Francisco Meilan       | Árbitro(s): Diego Novelli | Árbitro(s): Diego Novelli |

| 19 de julio, 15:30 | San Lorenzo (Rauch) | 0:0 | Sarmiento (Ayacucho) | Municipal, Rauch            |  |
|                    |                     |     |                      | Árbitro(s): Paulo Caballero |  |

| 19 de julio, 15:30 | Defensores del Cerro (Tandil)     | 2:1 | San José (Tandil) | Excursionistas, Tandil     |                            |
|                    | Leandro Escudero · Angel Olaechea |     | Mauricio Mur      | Árbitro(s): Marcelo Torres | Árbitro(s): Marcelo Torres |

| 19 de julio, 15:30 | Gimnasia (Tandil)   | 1:1 | Botafogo (Rauch)  | Gimnasia, Tandil               |                                |
|                    | Mariano Larragneguy |     | Luciano Falabella | Árbitro(s): Maximiliano Moreno | Árbitro(s): Maximiliano Moreno |

| 19 de julio, 15:30 | Estrada (Ayacucho) | 0:0 | Defensores (Ayacucho) | Mpal. José Barbieri, Ayacucho |  |

| 19 de julio, 15:30 | Atlético Ayacucho  | 1:1 | UNICEN (Tandil) | Luciano Ceverio, Ayacucho   |                             |
|                    | Gastón Olavarrieta |     | Damián Salas    | Árbitro(s): Daniel Figueroa | Árbitro(s): Daniel Figueroa |

| 19 de julio, 15:30 | Loma Negra (Barker) | 1:2 | Villa Aguirre (Tandil)        | Loma Negra, Villa Cacique |                        |
|                    | Joaquín Elia        |     | Matías Ferreiro · Lucas Porta | Árbitro(s): Paulo Latú    | Árbitro(s): Paulo Latú |

| 19 de julio, 15:30 | Deportivo Tandil (Tandil) | 0:3 | Excursionistas (Tandil)            | Club Hípico, Tandil       |                           |
|                    |                           |     | Gonzalo Álvarez · Diego Andolfatti | Árbitro(s): Diego Novelli | Árbitro(s): Diego Novelli |

| 19 de julio, 15:30 | Independiente (Tandil)                                | 3:1 | Juarense (Benito Juárez) | Agustín Berroeta, Tandil  |                           |
|                    | Rodolfo Valerio · Joaquín Hernández · Santiago Aladro |     | Luciano Silva            | Árbitro(s): Lucas Novelli | Árbitro(s): Lucas Novelli |

| 19 de julio, 15:30 | Ferrocarril Sud (Tandil) | 1:3 | Grupo Universitario (Tandil)   | Dámaso Latasa, Tandil       |                             |
|                    | Esteban Bonarrigo        |     | Juan Montani · Lucas Giammaria | Árbitro(s): Rodrigo Álvarez | Árbitro(s): Rodrigo Álvarez |

| 19 de julio, 15:30 | Velense (M. I. Vela)            | 2:1 | Alumni (Benito Juárez) | Miguel Ochoa, Vela          |                             |
|                    | Leandro Narciandi · Paolo Tomeo |     | Gastón Berestain       | Árbitro(s): Emanuel Mazzoni | Árbitro(s): Emanuel Mazzoni |

| 19 de julio, 15:30 | Argentino (Benito Juárez) | 2:2     | Unión y Progreso (Tandil)              | Eduardo Carvajal, Benito Juárez |                        |
|                    | Emanuel Pérez 36' 82'     | Reporte | Claudio Juárez 3' · Gastón Morales 64' | Árbitro(s): Juan Garay          | Árbitro(s): Juan Garay |

| 25 de julio, 14:00 | Sarmiento (Ayacucho) | 1:1     | Atlético Ayacucho  | Mpal. José Barbieri, Ayacucho |                             |
|                    | Javier Vesce 23'     | Reporte | Lucas Macías 90+1' | Árbitro(s): Daniel Figueroa   | Árbitro(s): Daniel Figueroa |

| 26 de julio, 15:30 | Defensores (Ayacucho) | 2:2 | Gimnasia (Tandil)                    | Mpal. José Barbieri, Ayacucho |  |
|                    | Walter Gómez          |     | Mariano Larragneguy · Pablo Federico |                               |  |

| 26 de julio, 15:30 | Botafogo (Rauch) | 1:2 | Defensores del Cerro (Tandil) | Botafogo, Rauch             |                             |
|                    | Matias Caballero |     | Lucas Escudero                | Árbitro(s): Paulo Caballero | Árbitro(s): Paulo Caballero |

| 26 de julio, 15:30 | San José (Tandil)             | 2:2 | Santamarina (Tandil) | Club Hípico, Tandil            |                                |
|                    | Jaureguiberry · Lautaro Llano |     | Jorge Valverde       | Árbitro(s): Marcos Altamiranda | Árbitro(s): Marcos Altamiranda |

| 26 de julio, 15:30 | UNICEN (Tandil) | 0:1 | Estrada (Ayacucho)  | Dámaso Latasa, Tandil       |                             |
|                    |                 |     | Juan Pablo Gamalero | Árbitro(s): Rodrigo Álvarez | Árbitro(s): Rodrigo Álvarez |

| 26 de julio, 15:30 | Alumni (Benito Juárez) | 0:0     | Ferrocarril Sud (Tandil) | Alumni, Benito Juárez  |                        |
|                    |                        | Reporte |                          | Árbitro(s): Juan Garay | Árbitro(s): Juan Garay |

| 13 de agosto | Grupo Universitario (Tandil) | 1:1     | Independiente (Tandil) | Movediza, Tandil       |                        |
|              | Juan Orsingher               | Reporte | Santiago Aladro        | Árbitro(s): Paulo Latú | Árbitro(s): Paulo Latú |

| 26 de julio, 15:30 | Juarense (Benito Juárez)                            | 4:0     | Deportivo Tandil (Tandil) | Gastón Lafón, Benito Juárez |  |
|                    | Luciano Silva · Nicolás Robledo · Martín Larrazabal | Reporte |                           |                             |  |

| 26 de julio, 15:30 | Excursionistas (Tandil)           | 2:1 | Villa Aguirre (Tandil) | Excursionistas, Tandil    |                           |
|                    | Gonzalo Álvarez · Agustín Aguirre |     | Leonel García          | Árbitro(s): Lucas Novelli | Árbitro(s): Lucas Novelli |

| 26 de julio, 15:30 | Loma Negra (Barker) | 0:0     | Argentino (Benito Juárez) | Loma Negra, Villa Cacique   |                             |
|                    |                     | Reporte |                           | Árbitro(s): Emanuel Mazzoni | Árbitro(s): Emanuel Mazzoni |

| 26 de julio, 15:30 | Unión y Progreso (Tandil)               | 2:2     | Velense (M. I. Vela)       | Gimnasia y Esgrima, Tandil |                            |
|                    | Mauricio Prado 31' · Marcelo Abadie 71' | Reporte | Mauro Ruiz Sánchez 35' 59' | Árbitro(s): Marcelo Torres | Árbitro(s): Marcelo Torres |

| 9 de agosto, 15:30 | San Lorenzo (Rauch)                                   | 4:2 | San José (Tandil)                       | Municipal, Rauch             |                              |
|                    | Rodrigo Zárate · Maximiliano Krauel · Jon Jairo Riela |     | Luciano Gómez -' (a.g.) · Lautaro Llano | Árbitro(s): Javier Caballero | Árbitro(s): Javier Caballero |

| 9 de agosto, 15:30 | Santamarina (Tandil)                                                 | 6:3 | Botafogo (Rauch)                  | Club Hípico, Tandil         |                             |
|                    | Gonzalo Franco · Marcos Alzueta · Claudio Fuentes · Paolo Colantonio |     | Cristian Zelaya · Lucas Falabella | Árbitro(s): Emanuel Mazzoni | Árbitro(s): Emanuel Mazzoni |

| 9 de agosto, 15:30 | Defensores del Cerro (Tandil) | 1:1 | Defensores (Ayacucho) | Excursionistas, Tandil         |                                |
|                    | Claudio Colotti               |     | Martín Cabrera        | Árbitro(s): Maximiliano Moreno | Árbitro(s): Maximiliano Moreno |

| 9 de agosto, 15:30 | Gimnasia (Tandil) | 1:2 | Estrada (Ayacucho)    | Gimnasia, Tandil          |                           |
|                    | Miguel Abad       |     | Jatip · Martín Scerbo | Árbitro(s): Diego Novelli | Árbitro(s): Diego Novelli |

| 9 de agosto, 15:30 | Sarmiento (Ayacucho) | 0:0 | UNICEN (Tandil) | Mpal. José Barbieri, Ayacucho |  |

| 9 de agosto, 14:15 | Villa Aguirre (Tandil)                       | 5:1 | Juarense (Benito Juárez) | Movediza, Tandil       |                        |
|                    | Gastón Nuñez · Lucas Porta · Rodrigo Quintas |     | Luciano Silva            | Árbitro(s): Diego Albo | Árbitro(s): Diego Albo |

| 9 de agosto, 15:30 | Argentino (Benito Juárez) | 0:2     | Excursionistas (Tandil) | Eduardo Carvajal, Benito Juárez |  |
|                    |                           | Reporte | Agustín Aguirre         |                                 |  |

| 9 de agosto, 15:30 | Independiente (Tandil) | 1:0 | Alumni (Benito Juárez) | Agustín F. Berroeta, Tandil |                          |
|                    | Ramiro Arteagaveytía   |     |                        | Árbitro(s): Matías Picot    | Árbitro(s): Matías Picot |

| 9 de agosto, 15:30 | Ferrocarril Sud (Tandil)                 | 3:0     | Velense (M. I. Vela) | Dámaso Latasa, Tandil  |                        |
|                    | Martín Pradal 57' · Blas Amoroso 87' 89' | Reporte |                      | Árbitro(s): Paulo Latú | Árbitro(s): Paulo Latú |

| 9 de agosto, 15:30 | Loma Negra (Barker) | 0:1 | Unión y Progreso (Tandil) | Loma Negra, Villa Cacique   |                             |
|                    |                     |     | Mariano Britos            | Árbitro(s): Rodrigo Álvarez | Árbitro(s): Rodrigo Álvarez |

| 9 de agosto, 16:15 | Deportivo Tandil (Tandil) | 0:7 | Grupo Universitario (Tandil)                                                                         | Movediza, Tandil                |                                 |
|                    |                           |     | Cristian Pérez · Lucas Gianmaria · Juan Orsingher · Juan Montani · Cristian Liac · Sebastián Noblías | Árbitro(s): Sebastián Quinteros | Árbitro(s): Sebastián Quinteros |

| 17 de agosto, 14:00 | Defensores (Ayacucho) | 1:1 | Santamarina (Tandil) | Mpal. José Barbieri, Ayacucho |  |
|                     | Martín Cabrera        |     | Santos Bacigalupe    |                               |  |

| 17 de agosto, 15:30 | Botafogo (Rauch)                      | 2:1 | San Lorenzo (Rauch) | Botafogo, Rauch             |                             |
|                     | Juan Simón Ballesteros · Juan Mársico |     | Juan Vignau         | Árbitro(s): Paulo Caballero | Árbitro(s): Paulo Caballero |

| 17 de agosto, 15:30 | San José (Tandil) | 0:1 | Atlético Ayacucho  | Club Hípico, Tandil         |                             |
|                     |                   |     | Juan Pablo Vicente | Árbitro(s): Emanuel Mazzoni | Árbitro(s): Emanuel Mazzoni |

| 17 de agosto, 15:30 | UNICEN (Tandil)        | 1:2 | Gimnasia (Tandil)               | Dámaso Latasa, Tandil       |                             |
|                     | Gonzalo Fernández Páez |     | Emanuel Unrein · Pablo Federico | Árbitro(s): Rodrigo Álvarez | Árbitro(s): Rodrigo Álvarez |

| 17 de agosto, 16:00 | Estrada (Ayacucho) | 1:0 | Defensores del Cerro (Tandil) | Mpal. José Barbieri, Ayacucho |  |
|                     | Cristian García    |     |                               |                               |  |

| 17 de agosto, 15:30 | Velense (M. I. Vela) | 0:2 | Independiente (Tandil)            | Miguel Ochoa, Vela             |                                |
|                     |                      |     | Santiago Aladro · Rodolfo Valerio | Árbitro(s): Marcos Altamiranda | Árbitro(s): Marcos Altamiranda |

| 17 de agosto, 15:30 | Alumni (Benito Juárez)                                                                                | 6:0 | Deportivo Tandil (Tandil) | Eduardo Carvajal, Benito Juárez |  |
|                     | Gastón Berestain · Enzo Saracho · Emiliano Goitea · Matías Southwell · Gonzalo Moreno · Alexis Medina |     |                           |                                 |  |

| 17 de agosto, 15:30 | Grupo Universitario (Tandil) | 0:0 | Villa Aguirre (Tandil) | Movediza, Tandil           |  |
|                     |                              |     |                        | Árbitro(s): Marcelo Torres |  |

| 17 de agosto, 15:30 | Juarense (Benito Juárez) | 2:3     | Argentino (Benito Juárez)             | Gastón Lafón, Benito Juárez |  |
|                     | Martín Mendía            | Reporte | Francisco Gómez Olsen · Juan Gamaleri |                             |  |

| 17 de agosto, 15:30 | Excursionistas (Tandil) | 1:2 | Loma Negra (Barker)                | Excursionistas, Tandil    |                           |
|                     | Matías Lecuona          |     | Alejandro Rodrigo · Lucas González | Árbitro(s): Diego Novelli | Árbitro(s): Diego Novelli |

| 17 de agosto, 15:30 | Unión y Progreso (Tandil) | 1:1     | Ferrocarril Sud (Tandil) | Gimnasia, Tandil          |                           |
|                     | Marcelo Abadie 5'         | Reporte | Blas Amoroso 52'         | Árbitro(s): Lucas Novelli | Árbitro(s): Lucas Novelli |

(1): El Tribunal de Penas de la Liga Tandilense de Fútbol dio lugar a la protesta de Loma Negra, por la mala inclusión de un jugador de Juarense. En consecuencia se le da por ganado el partido al Club Loma Negra con el resultado de 1 a 0.

## Segunda fase

### Posiciones generales
| #  | Equipo                    | Pts | PJ | PG | PE | PP | GF | GC | DG |
| -- | ------------------------- | --- | -- | -- | -- | -- | -- | -- | -- |
| 1. | Atlético Ayacucho         | 15  | 7  | 5  | 0  | 2  | 14 | 8  | 6  |
| 2. | Independiente (Tandil)    | 14  | 7  | 4  | 2  | 1  | 16 | 7  | 9  |
| 3. | Ferrocarril Sud (Tandil)  | 12  | 7  | 4  | 0  | 3  | 13 | 9  | 4  |
| 4. | San Lorenzo (Rauch)       | 11  | 7  | 3  | 2  | 2  | 13 | 16 | -3 |
| 5. | Villa Aguirre (Tandil)    | 10  | 7  | 3  | 1  | 3  | 8  | 10 | -2 |
| 6. | Estrada (Ayacucho)        | 8   | 7  | 2  | 2  | 3  | 8  | 8  | 0  |
| 7. | Unión y Progreso (Tandil) | 5   | 7  | 1  | 2  | 4  | 12 | 18 | -6 |
| 8. | Sarmiento (Ayacucho)      | 3   | 7  | 0  | 3  | 4  | 9  | 17 | -8 |

|  | Clasificados a la Tercera fase. |

| Ganador de la Segunda fase |
| -------------------------- |
| Atlético Ayacucho          |

### Resultados
| 30 de agosto, 15:30 | Independiente (Tandil) | 0:0 | Villa Aguirre (Tandil) | Agustín Berroeta, Tandil  |  |
|                     |                        |     |                        | Árbitro(s): Lucas Novelli |  |

| 30 de agosto, 15:30 | Atlético Ayacucho                    | 2:1 | Ferrocarril Sud (Tandil) | Luciano Ceverio, Ayacucho   |                             |
|                     | Manuel Ceverio · Iñaki Oillataguerre |     | Diego Ordoqui            | Árbitro(s): Lucas Gualdieri | Árbitro(s): Lucas Gualdieri |

| 30 de agosto, 15:30 | Unión y Progreso (Tandil) | 1:2 | Estrada (Ayacucho)              | Gimnasia, Tandil       |                        |
|                     | Martín Alonso             |     | Juan P. Gamalero · Nicolás Cruz | Árbitro(s): Paulo Latú | Árbitro(s): Paulo Latú |

| 30 de agosto, 15:30 | Sarmiento (Ayacucho) | 1:1 | San Lorenzo (Rauch) | Mpal. José Barbieri, Ayacucho |                             |
|                     | Jorge Maciel         |     | Emiliano Flores     | Árbitro(s): Daniel Figueroa   | Árbitro(s): Daniel Figueroa |

| 11 de septiembre, 20:00 | Estrada (Ayacucho) | 0:0     | Sarmiento (Ayacucho) | Mpal. José Barbieri, Ayacucho) |                             |
|                         |                    | Reporte |                      | Árbitro(s): Lucas Gualdieri    | Árbitro(s): Lucas Gualdieri |

| 13 de septiembre, 16:00 | Villa Aguirre (Tandil)          | 2:3 | Unión y Progreso (Tandil)                     | La Movediza, Tandil        |                            |
|                         | Leonel García · Rodrigo Quintas |     | Martín Díaz · Mauricio Prado · Gastón Morales | Árbitro(s): Marcelo Torres | Árbitro(s): Marcelo Torres |

| 13 de septiembre, 16:00 | Ferrocarril Sud (Tandil)                | 2:1     | Independiente (Tandil) | Dámaso Latasa, Tandil          |                                |
|                         | Juan Sánchez 66' · Luciano Sequeira 74' | Reporte | Juan I. Turri 29'      | Árbitro(s): Marcos Altamiranda | Árbitro(s): Marcos Altamiranda |

| 13 de octubre, 16:00 | San Lorenzo (Rauch)                            | 3:2 | Atlético Ayacucho  | Municipal, Rauch            |                             |
|                      | Emiliano Flores · Luciano Gómez · Lucas Achaga |     | Gastón Olavarrieta | Árbitro(s): Paulo Caballero | Árbitro(s): Paulo Caballero |

| 20 de septiembre | Independiente (Tandil)   | 1:0 | Unión y Progreso (Tandil) | Agustín Berroeta, Tandil |                        |
|                  | Mariano Britos -' (a.g.) |     |                           | Árbitro(s): Paulo Latú   | Árbitro(s): Paulo Latú |

| 20 de septiembre | Atlético Ayacucho                    | 2:0 | Estrada (Ayacucho) | Luciano Ceverio, Ayacucho   |                             |
|                  | Mauricio Vitral · Gastón Olavarrieta |     |                    | Árbitro(s): Daniel Figueroa | Árbitro(s): Daniel Figueroa |

| 20 de septiembre | Ferrocarril Sud (Tandil) | 0:1 | San Lorenzo (Rauch) | Dámaso Latasa, Tandil     |                           |
|                  |                          |     | Jhon Jairo Riela    | Árbitro(s): Lucas Novelli | Árbitro(s): Lucas Novelli |

| 21 de octubre, 21:00 | Sarmiento (Ayacucho) | 0:1 | Villa Aguirre (Tandil) | Mpal. José Barbieri, Ayacucho |                             |
|                      |                      |     | Esteban Gallego 84'    | Árbitro(s): Lucas Gualdieri   | Árbitro(s): Lucas Gualdieri |

| 25 de septiembre | Sarmiento (Ayacucho) | 1:2     | Atlético Ayacucho                             | Mpal. José Barbieri, Ayacucho |                             |
|                  | Jorge Maciel         | Reporte | Gastón Olavarrieta · Fernando Viere -' (a.g.) | Árbitro(s): Lucas Gualdieri   | Árbitro(s): Lucas Gualdieri |

| 27 de septiembre | Independiente (Tandil)     | 1:1 | Estrada (Ayacucho) | Agustín Berroeta, Tandil       |                                |
|                  | Francisco González Metilli |     | Alfredo Suárez     | Árbitro(s): Marcos Altamiranda | Árbitro(s): Marcos Altamiranda |

| 27 de septiembre | Villa Aguirre (Tandil)                            | 4:2 | San Lorenzo (Rauch) | Movediza, Tandil       |                        |
|                  | Federico Albert · Leonel García · Rodrigo Quintas |     | Maximiliano Krauel  | Árbitro(s): Paulo Latú | Árbitro(s): Paulo Latú |

| 27 de septiembre | Unión y Progreso (Tandil) | 0:2 | Ferrocarril Sud (Tandil)           | Gimnasia, Tandil           |                            |
|                  |                           |     | Leandro Candia · Esteban Bonarrigo | Árbitro(s): Marcelo Torres | Árbitro(s): Marcelo Torres |

| 2 de octubre, 13:00 | Ferrocarril Sud (Tandil)     | 3:1     | Sarmiento (Ayacucho) | Dámaso Latasa, Tandil |  |
|                     | Martín Pradal · Blas Amoroso | Reporte | Jorge Maciel         |                       |  |

| 10 de octubre, 21:00 | Atlético Ayacucho    | 1:2     | Independiente (Tandil)                          | Mpal. José Barbieri, Ayacucho |                             |
|                      | Lucio Esteberena 36' | Reporte | Ramiro Arteagaveytía 59' · Laureano Pereyra 81' | Árbitro(s): Lucas Gualdieri   | Árbitro(s): Lucas Gualdieri |

| 11 de octubre, 16:00 | San Lorenzo (Rauch)        | 2:2 | Unión y Progreso (Tandil) | Municipal, Rauch |  |
|                      | Luis Guevara · Juan Vignau |     | Martín Alonso             |                  |  |

| 11 de octubre, 16:00 | Estrada (Ayacucho) | 0:1 | Villa Aguirre (Tandil) | Mpal. José Barbieri, Ayacucho |  |
|                      |                    |     | Lucas Porta            |                               |  |

| 16 de octubre, 20:30               | Sarmiento (Ayacucho)                                                 | 5:5     | Unión y Progreso (Tandil)                        | Mpal. José Barbieri, Ayacucho |  |
|                                    | Richard Sosa · Nicolás De la Vega · Santiago Ceschini · Juan Pereyra | Reporte | Gastón Morales · Martín Alonso · Nicolás Hidalgo |                               |  |
| Unión y Progreso cedió la localia. |                                                                      |         |                                                  |                               |  |

| 18 de octubre, 16:00 | Independiente (Tandil)                                                                       | 6:2 | San Lorenzo (Rauch)              | Agustín Berroeta, Tandil |                        |
|                      | Juan I. Turri · Rodolfo Valerio · Ramiro Arteagaveytía · Laureano Pereyra · Agustín Olaechea |     | Maximiliano Krauel · Juan Vignau | Árbitro(s): Paulo Latú   | Árbitro(s): Paulo Latú |

| 18 de octubre, 15:00 | Estrada (Ayacucho)                                  | 4:1 | Ferrocarril Sud (Tandil) | Mpal. José Barbieri, Ayacucho |                            |
|                      | Martín Scerbo · Marcos Martínez · Juan P. Arroceres |     | Nicolás Auce             | Árbitro(s): Ignacio Liuzzi    | Árbitro(s): Ignacio Liuzzi |

| 18 de octubre, 16:00 | Villa Aguirre (Tandil) | 0:1     | Atlético Ayacucho        | La Movediza, Tandil        |                            |
|                      |                        | Reporte | Gastón Olavarrieta 90+3' | Árbitro(s): Marcelo Torres | Árbitro(s): Marcelo Torres |

| 26 de octubre, 16:00 | Sarmiento (Ayacucho) | 1:5 | Independiente (Tandil)                                                                      | Mpal. José Barbieri, Ayacucho |  |
|                      | Joaquín Didío        |     | Agustín Olaechea · Rodrigo Baquero · Ramiro Arteagaveytía · Juan I. Turri · Santiago Aladro |                               |  |

| 26 de octubre, 16:00 | Atlético Ayacucho                                                      | 4:1     | Unión y Progreso (Tandil) | Luciano Ceverio, Ayacucho  |                            |
|                      | Mariano Montalivet · Manuel Ceverio · Jonathan Larraule · Javier Vesce | Reporte | Mariano Britos            | Árbitro(s): Ignacio Liuzzi | Árbitro(s): Ignacio Liuzzi |

| 26 de octubre, 17:00 | Ferrocarril Sud (Tandil)                                          | 4:0 | Villa Aguirre (Tandil) | Mpal. San Martín, Tandil |                        |
|                      | Martín Pradal · Juan R. Sánchez · Luciano Sequeira · Blas Amoroso |     |                        | Árbitro(s): Paulo Latú   | Árbitro(s): Paulo Latú |

| 26 de octubre, 16:00 | San Lorenzo (Rauch) | 2:1 | Estrada (Ayacucho) | Municipal, Rauch           |                            |
|                      | Rodrigo Zárate      |     | Juan Altube        | Árbitro(s): Diego Villalba | Árbitro(s): Diego Villalba |

- Fixture de la 2.ª Fase: Deporte Tandilense

## Repechaje

### Posiciones generales

#### Zona A
| #  | Equipo                        | Pts | PJ | PG | PE | PP | GF | GC | DG  |
| -- | ----------------------------- | --- | -- | -- | -- | -- | -- | -- | --- |
| 1. | Santamarina (Tandil)          | 16  | 6  | 5  | 1  | 0  | 22 | 4  | 18  |
| 2. | Gimnasia (Tandil)             | 15  | 6  | 5  | 0  | 1  | 16 | 6  | 10  |
| 3. | Defensores del Cerro (Tandil) | 8   | 6  | 2  | 2  | 2  | 6  | 11 | -5  |
| 4. | UNICEN (Tandil)               | 6   | 6  | 1  | 3  | 2  | 6  | 8  | -2  |
| 5. | Defensores (Ayacucho)         | 5   | 6  | 1  | 2  | 3  | 5  | 8  | -3  |
| 6. | San José (Tandil)             | 5   | 6  | 1  | 2  | 3  | 5  | 13 | -8  |
| 7. | Botafogo (Rauch)              | 3   | 6  | 1  | 0  | 5  | 10 | 20 | -10 |

#### Zona B
| #  | Equipo                       | Pts | PJ | PG | PE | PP | GF | GC | DG  |
| -- | ---------------------------- | --- | -- | -- | -- | -- | -- | -- | --- |
| 1. | Juarense (Benito Juárez)     | 19  | 7  | 6  | 1  | 0  | 23 | 8  | 15  |
| 2. | Argentino (Benito Juárez)    | 13  | 7  | 4  | 1  | 2  | 19 | 11 | 8   |
| 3. | Alumni (Benito Juárez)       | 13  | 7  | 3  | 4  | 0  | 16 | 8  | 8   |
| 4. | Excursionistas (Tandil)      | 11  | 7  | 3  | 2  | 2  | 10 | 10 | 0   |
| 5. | Grupo Universitario (Tandil) | 10  | 7  | 3  | 1  | 3  | 16 | 10 | 6   |
| 6. | Velense (M. I. Vela)         | 9   | 7  | 3  | 0  | 4  | 24 | 12 | 12  |
| 7. | Loma Negra (Barker)          | 3   | 7  | 1  | 0  | 6  | 13 | 17 | -4  |
| 8. | Deportivo Tandil (Tandil)    | 1   | 7  | 0  | 1  | 6  | 2  | 47 | -45 |

|  | En zona de clasificación a la Tercera fase. |

### Resultados
| 30 de agosto, 15:30 | Botafogo (Rauch) | 1:3 | Santamarina (Tandil)                             | Botafogo, Rauch |  |
|                     | Cristian Zelaya  |     | Marcos Alzueta · Jorge Valverde · Gonzalo Franco |                 |  |

| 30 de agosto, 15:30 | San José (Tandil) | 0:3 | Gimnasia (Tandil)                    | Club Hípico, Tandil       |                           |
|                     |                   |     | Mariano Larragneguy · Pablo Federico | Árbitro(s): Diego Novelli | Árbitro(s): Diego Novelli |

| 30 de agosto, 15:30 | UNICEN (Tandil) | 0:0 | Defensores (Ayacucho) | Dámaso Latasa, Tandil  |  |
|                     |                 |     |                       | Árbitro(s): Diego Albo |  |

| 30 de agosto, 15:30 | Velense (M. I. Vela)   | 1:2     | Argentino (Benito Juárez)                     | Miguel Ochoa, Vela         |                            |
|                     | Mauro Ruiz Sánchez 18' | Reporte | Francisco Gómez Olsen 22' · Juan Gamaleri 63' | Árbitro(s): Marcelo Torres | Árbitro(s): Marcelo Torres |

| 30 de agosto, 15:30 | Deportivo Tandil (Tandil) | 0:8 | Loma Negra (Barker)                                 | Excursionistas, Tandil          |                                 |
|                     |                           |     | Alfonso Constantin · Martín Baier · Guillermo Núñez | Árbitro(s): Sebastián Quinteros | Árbitro(s): Sebastián Quinteros |

| 30 de agosto, 16:00 | Alumni (Benito Juárez) | 1:1     | Excursionistas (Tandil) | Alumni, Benito Juárez        |                              |
|                     | Ezequiel Saracho       | Reporte | Matías Lecuona          | Árbitro(s): Daniel Iturregui | Árbitro(s): Daniel Iturregui |

| 13 de octubre, 16:00 | Grupo Universitario (Tandil) | 1:2 | Juarense (Benito Juárez)          | Movediza, Tandil            |                             |
|                      | Cristian Pérez               |     | Nicolás Robledo · Juan Larrazábal | Árbitro(s): Gustavo Beckman | Árbitro(s): Gustavo Beckman |

| 13 de septiembre, 16:15 | Defensores (Ayacucho) | 1:2 | Defensores del Cerro (Tandil) | Mpal. José Barbieri, Ayacucho |  |
|                         | Pablo Liuzzi          |     | Leandro Escudero              |                               |  |

| 13 de septiembre, 16:00 | Santamarina (Tandil)             | 2:0 | UNICEN (Tandil) | Club Hípico, Tandil         |                             |
|                         | Claudio Fuentes · Diego Belizoni |     |                 | Árbitro(s): Rodrigo Álvarez | Árbitro(s): Rodrigo Álvarez |

| 13 de octubre, 16:00 | Gimnasia (Tandil)                                                                        | 6:1 | Botafogo (Rauch)  | Gimnasia, Tandil       |                        |
|                      | Mariano Larragneguy · Leandro Bucella · Juan Kwist · Luciano Pietrafesa · Matías Yosia · |     | Luciano Falabella | Árbitro(s): Diego Albo | Árbitro(s): Diego Albo |

| 13 de septiembre, 16:30 | Loma Negra (Barker) | 0:3 | Grupo Universitario (Tandil)                                   | Loma Negra, Villa Cacique   |                             |
|                         |                     |     | Matías Bramajo -' (a.g.) · Lucas Giamaria · Lautaro Echevarría | Árbitro(s): Emanuel Mazzoni | Árbitro(s): Emanuel Mazzoni |

| 13 de septiembre, 16:00 | Excursionistas (Tandil) | 1:1 | Deportivo Tandil (Tandil) | Excursionistas, Tandil      |                             |
|                         | Julián García           |     | Marcelo Vázquez           | Árbitro(s): Gustavo Beckman | Árbitro(s): Gustavo Beckman |

| 13 de septiembre, 16:00 | Argentino (Benito Juárez)                        | 2:2     | Alumni (Benito Juárez)                 | Eduardo Carvajal, Benito Juárez |                           |
|                         | Daniel Meilan 45+1' (a.g.) · Sebastián Giles 57' | Reporte | Matías Southwell 4' · Enzo Saracho 22' | Árbitro(s): Marcelo Gadea       | Árbitro(s): Marcelo Gadea |

| 13 de septiembre, 15:00 | Juarense (Benito Juárez) | 3:2     | Velense (M. I. Vela)               | Gastón Lafón, Benito Juárez |                        |
|                         | Luciano Silva            | Reporte | Leandro Narciandi · Mariano García | Árbitro(s): Juan Garay      | Árbitro(s): Juan Garay |

| 20 de septiembre | Botafogo (Rauch)                | 2:4 | UNICEN (Tandil)                                                   | Botafogo, Rauch |  |
|                  | Matías Caballero · Iván Larocca |     | Lautaro Palma · Franco Reynoso · Marcos Angeleri · Balbino Mujica |                 |  |

| 19 de septiembre | Defensores del Cerro (Tandil) | 0:6 | Santamarina (Tandil)                                                                 | Club Hípico, Tandil            |                                |
|                  |                               |     | Claudio Fuentes · Jorge Valverde · Paolo Colantonio · Rodrigo Ortiz · Gonzalo Franco | Árbitro(s): Marcos Altamiranda | Árbitro(s): Marcos Altamiranda |

| 20 de septiembre | San José (Tandil) | 0:1 | Defensores (Ayacucho) | Club Hípico, Tandil            |                                |
|                  |                   |     | Federico Arca         | Árbitro(s): Maximiliano Moreno | Árbitro(s): Maximiliano Moreno |

| 20 de septiembre | Velense (M. I. Vela) | 1:2 | Alumni (Benito Juárez)            | Miguel Ochoa, Vela              |                                 |
|                  | Federico Pereyra     |     | Gonzalo Moreno · Gastón Berestain | Árbitro(s): Sebastián Quinteros | Árbitro(s): Sebastián Quinteros |

| 20 de septiembre | Deportivo Tandil (Tandil) | 0:5 | Argentino (Benito Juárez)                               | Excursionistas, Tandil    |                           |
|                  |                           |     | Francisco Gómez Olsen · Emanuel Pérez · Felipe Argüello | Árbitro(s): Diego Novelli | Árbitro(s): Diego Novelli |

| 20 de septiembre | Grupo Universitario (Tandil) | 0:1 | Excursionistas (Tandil) | Movediza, Tandil         |                          |
|                  |                              |     | Diego Andolfatti        | Árbitro(s): Matías Picot | Árbitro(s): Matías Picot |

| 20 de septiembre | Juarense (Benito Juárez)                                 | 4:1     | Loma Negra (Barker) | Gastón lafón, Benito Juárez  |                              |
|                  | Nicolás Robledo · Marcos Coni · Matías Gramajo -' (a.g.) | Reporte | Joaquín Elía        | Árbitro(s): Gregorio Saravia | Árbitro(s): Gregorio Saravia |

| 27 de septiembre | Botafogo (Rauch)                                                      | 4:2 | Defensores (Ayacucho) | Botafogo, Rauch              |                              |
|                  | Cristian Zelaya · Francisco Signorelli · Enzo Lamarche · Iván Heredia |     | Esteban Ocaño         | Árbitro(s): Javier Caballero | Árbitro(s): Javier Caballero |

| 27 de septiembre | UNICEN (Tandil) | 0:2 | Gimnasia (Tandil)                | Dámaso Latasa, Tandil       |                             |
|                  |                 |     | Mariano Larragneguy · Juan Kwist | Árbitro(s): Gustavo Beckman | Árbitro(s): Gustavo Beckman |

| 27 de septiembre | Defensores del Cerro (Tandil) | 0:0 | San José (Tandil) | Club Hípico, Tandil    |  |
|                  |                               |     |                   | Árbitro(s): Diego Albo |  |

| 27 de septiembre | Velense (M. I. Vela)                | 2:1 | Excursionistas (Tandil) | Miguel Ochoa, Vela        |                           |
|                  | Mariano García · Mauro Ruiz Sánchez |     | Agustín Ferreyra        | Árbitro(s): Diego Novelli | Árbitro(s): Diego Novelli |

| 27 de septiembre | Argentino (Benito Juárez)                                | 3:1     | Loma Negra (Barker) | Eduardo Carvajal, Benito Juárez |                              |
|                  | Sebastián Giles · Francisco Gómez Olsen · Gustavo Arista | Reporte | Joaquín Elía        | Árbitro(s): Daniel Iturregui    | Árbitro(s): Daniel Iturregui |

| 27 de septiembre | Alumni (Benito Juárez)              | 2:2     | Juarense (Benito Juárez)            | Alumni, Benito Juárez  |                        |
|                  | Gustavo Arozarena · Federico Cadona | Reporte | Nicolás Robledo · Martín Larrazabal | Árbitro(s): Juan Garay | Árbitro(s): Juan Garay |

| 27 de septiembre | Deportivo Tandil (Tandil) | 1:6 | Grupo Universitario (Tandil)                                           | Excursionistas, Tandil      |                             |
|                  | Federico Cela             |     | Cristian Pérez · Juan Felipe Montani · Lucas Giammaria · Carlos Candia | Árbitro(s): Emanuel Mazzoni | Árbitro(s): Emanuel Mazzoni |

| 3 de octubre | Defensores (Ayacucho) | 1:1     | Santamarina (Tandil) | Mpal. José Barbieri, Ayacucho |                           |
|              | Matías Piscecelli     | Reporte | Agustín Poitano      | Árbitro(s): Gonzalo López     | Árbitro(s): Gonzalo López |

| 11 de octubre | San José (Tandil)                                         | 3:2 | Botafogo (Rauch)                  | Club Hípico, Tandil         |                             |
|               | Mauricio Mur · Facundo Franchesquetti · Facundo Solimanto |     | Enzo Lamarche · Laureano Martínez | Árbitro(s): Rodrigo Álvarez | Árbitro(s): Rodrigo Álvarez |

| 11 de octubre | Gimnasia (Tandil)                    | 3:1 | Defensores del Cerro (Tandil) | Gimnasia, Tandil            |                             |
|               | Mariano Larragneguy · Pablo Federico |     | Cristian González             | Árbitro(s): Emanuel Mazzoni | Árbitro(s): Emanuel Mazzoni |

| 11 de octubre | Grupo Universitario (Tandil)                      | 3:1 | Velense (M. I. Vela) | La Movediza, Tandil            |                                |
|               | Ezequiel García · Nicolás Zabala · Cristian Pérez |     | Franco Sánchez       | Árbitro(s): Maximiliano Moreno | Árbitro(s): Maximiliano Moreno |

| 11 de octubre | Juarense (Benito Juárez)                                                               | 7:0     | Deportivo Tandil (Tandil) | Gastón Lafón, Benito Juárez  |                              |
|               | Luciano Silva · Nicolás Robledo · Franco Zapata · Germán González · Sebastián González | Reporte |                           | Árbitro(s): Gregorio Saravia | Árbitro(s): Gregorio Saravia |

| 11 de octubre | Loma Negra (Barker) | 1:2 | Alumni (Benito Juárez)       | Loma Negra, Villa Cacique  |                            |
|               | Alfonso Constantín  |     | Enzo Saracho · Daniel Meilan | Árbitro(s): Marcelo Torres | Árbitro(s): Marcelo Torres |

| 11 de octubre | Excursionistas (Tandil)                          | 3:2     | Argentino (Benito Juárez)          | Excursionistas, Tandil          |                                 |
|               | Cristian Poggi · Gonzalo Álvarez · Julián García | Reporte | Felipe Argüello · Roberto Argüello | Árbitro(s): Sebastián Quinteros | Árbitro(s): Sebastián Quinteros |

| 18 de octubre, 16:00 | Santamarina (Tandil)                                                                                      | 6:1 | San José (Tandil) | Club Hípico, Tandil            |                                |
|                      | Rodrigo Ortiz · Santos Bacigalupe · Marcos Alzueta · Gonzalo Franco · Mariano Rodríguez · Claudio Fuentes |     | Walter Bulacio    | Árbitro(s): Maximiliano Moreno | Árbitro(s): Maximiliano Moreno |

| 18 de octubre, 16:00 | UNICEN (Tandil) | 1:1 | Defensores del Cerro (Tandil) | Dámaso Latasa, Tandil  |                        |
|                      | Balbino Mujica  |     | Leandro Escudero              | Árbitro(s): Diego Albo | Árbitro(s): Diego Albo |

| 18 de octubre, 16:30 | Defensores (Ayacucho) | 0:1 | Gimnasia (Tandil)   | Mpal. José Barbieri, Ayacucho |                         |
|                      |                       |     | Mariano Larragneguy | Árbitro(s): Jorge Ocaño       | Árbitro(s): Jorge Ocaño |

| 18 de octubre, 16:00 | Velense (M. I. Vela) | 3:1 | Loma Negra (Barker) | Miguel Ochoa, Vela        |                           |
|                      | Gabriel Durruty      |     | Matías Gómez        | Árbitro(s): Diego Novelli | Árbitro(s): Diego Novelli |

| 18 de octubre, 16:00 | Excursionistas (Tandil) | 1:3 | Juarense (Benito Juárez)                         | Excursionistas, Tandil         |                                |
|                      | Agustín Aguirre         |     | Francisco Coda · Luciano Silva · Nicolás Robledo | Árbitro(s): Marcos Altamiranda | Árbitro(s): Marcos Altamiranda |

| 18 de octubre, 16:00 | Argentino (Benito Juárez)                              | 4:2     | Grupo Universitario (Tandil)             | Eduardo Carvajal, Benito Juárez |                        |
|                      | Francisco Gómez Olsen 5' 33' · Felipe Argüello 59' 85' | Reporte | Lucas Giammaria 36' · Cristian Pérez 88' | Árbitro(s): Juan Garay          | Árbitro(s): Juan Garay |

| 18 de octubre, 16:30 | Alumni (Benito Juárez)                                                                  | 6:0 | Deportivo Tandil (Tandil) | Gastón Lafón, Benito Juárez |  |
|                      | Gustavo Arozarena · Gastón Berestain · Matías Southwell · Gonzalo Moreno · Enzo Saracho |     |                           |                             |  |

| 24 de octubre, 13:30 | Gimnasia (Tandil)   | 1:4     | Santamarina (Tandil)                                                            | Gimnasia, Tandil               |                                |
|                      | Mariano Larragneguy | Reporte | Jorge Valverde · Rodrigo Ortiz · Leandro Buccella -' (a.g.) · Mariano Rodríguez | Árbitro(s): Marcos Altamiranda | Árbitro(s): Marcos Altamiranda |

| 26 de octubre, 14:00 | Defensores del Cerro (Tandil) | 2:0 | Botafogo (Rauch) | Mpal. San Martín, Tandil    |                             |
|                      | Jorge Gorozo · José García    |     |                  | Árbitro(s): Víctor González | Árbitro(s): Víctor González |

| 26 de octubre, 16:00 | San José (Tandil) | 1:1 | UNICEN (Tandil) | Club Hípico, Tandil         |                             |
|                      | Alejo Solimanto   |     | Lautaro Palma   | Árbitro(s): Rodrigo Álvarez | Árbitro(s): Rodrigo Álvarez |

| 24 de octubre, 16:00                                                                                | Deportivo Tandil (Tandil) | 0:14    | Velense (M. I. Vela)                                                                                           | Excursionistas, Tandil |                        |
| |                           | Reporte | Gabriel Durruty · Leandro Narciandi · Mariano Debliger · Franco Sánchez · Gustavo Venanzi · Mauro Ruiz Sánchez | Árbitro(s): Diego Albo | Árbitro(s): Diego Albo |
| El partido finalizó en el minuto 70, al quedar con seis jugadores, el conjunto de Deportivo Tandil. |                           |         | |                        |                        |

| 25 de octubre, 16:00 | Juarense (Benito Juárez)                | 2:1     | Argentino (Benito Juárez) | Gastón Lafón, Benito Juárez  |                              |
|                      | Luciano Silva 38' · Nicolás Robledo 90' | Reporte | Jorge Fernández 1'        | Árbitro(s): Gregorio Saravia | Árbitro(s): Gregorio Saravia |

| 26 de octubre, 16:00 | Grupo Universitario (Tandil) | 1:1 | Alumni (Benito Juárez) | Movediza, Tandil         |                          |
|                      | Cristian Pérez               |     | Federico Cadona        | Árbitro(s): Matías Picot | Árbitro(s): Matías Picot |

| 26 de octubre, 16:00 | Loma Negra (Barker) | 1:2 | Excursionistas (Tandil) | Loma Negra, Villa Cacique   |                             |
|                      | Emiliano Baier      |     | Ezequiel Andolfatti     | Árbitro(s): Emanuel Mazzoni | Árbitro(s): Emanuel Mazzoni |

- Fixture del Repechaje: Deporte Tandilense

## Tercera fase
|  | Octavos de final          | Octavos de final          |                          |       | Cuartos de final | Cuartos de final |  |  | Semifinales     | Semifinales     |  |  | Final           | Final           |
|  | 1 al 4 de noviembre       | 1 al 4 de noviembre       |                          |       | 8 de noviembre   | 8 de noviembre   |  |  | 15 de noviembre | 15 de noviembre |  |  | 22 de noviembre | 22 de noviembre |
|  |                           |                           |                          |       |                  |                  |  |  |                 |                 |  |  |                 |                 |
|  |                           |                           |                          |       |                  |                  |  |  |                 |                 |  |  |                 |                 |
|  |                           |                           |                          |       |                  |                  |  |  |                 |                 |  |  |                 |                 |
|  | Independiente (Tandil)    | 2                         |                          |       |                  |                  |  |  |                 |                 |  |  |                 |                 |
|  | Independiente (Tandil)    | 2                         |                          |       |                  |                  |  |  |                 |                 |  |  |                 |                 |
|  | UNICEN (Tandil)           | 0                         |                          |       |                  |                  |  |  |                 |                 |  |  |                 |                 |
|  | UNICEN (Tandil)           | 0                         | Independiente (Tandil)   | 3     |                  |                  |  |  |                 |                 |  |  |                 |                 |
|  |                           |                           |                          | 3     |                  |                  |  |  |                 |                 |  |  |                 |                 |
|  |                           | Santamarina (Tandil)      | 1                        |       |                  |                  |  |  |                 |                 |  |  |                 |                 |
|  | Unión y Progreso (Tandil) | Santamarina (Tandil)      | 1                        | 2     |                  |                  |  |  |                 |                 |  |  |                 |                 |
|  | Unión y Progreso (Tandil) |                           |                          | 2     |                  |                  |  |  |                 |                 |  |  |                 |                 |
|  | Santamarina (Tandil)      | 3                         |                          |       |                  |                  |  |  |                 |                 |  |  |                 |                 |
|  | Santamarina (Tandil)      | 3                         | Independiente (Tandil)   | 2     |                  |                  |  |  |                 |                 |  |  |                 |                 |
|  |                           |                           |                          | 2     |                  |                  |  |  |                 |                 |  |  |                 |                 |
|  |                           | Argentino (Benito Juárez) | 0                        |       |                  |                  |  |  |                 |                 |  |  |                 |                 |
|  | Ferrocarril Sud (Tandil)  | Argentino (Benito Juárez) | 0                        | 3     |                  |                  |  |  |                 |                 |  |  |                 |                 |
|  | Ferrocarril Sud (Tandil)  |                           |                          | 3     |                  |                  |  |  |                 |                 |  |  |                 |                 |
|  | Alumni (Benito Juárez)    | 0                         |                          |       |                  |                  |  |  |                 |                 |  |  |                 |                 |
|  | Alumni (Benito Juárez)    | 0                         | Ferrocarril Sud (Tandil) | 0     |                  |                  |  |  |                 |                 |  |  |                 |                 |
|  |                           |                           |                          | 0     |                  |                  |  |  |                 |                 |  |  |                 |                 |
|  |                           | Argentino (Juárez)        | 2                        |       |                  |                  |  |  |                 |                 |  |  |                 |                 |
|  | Estrada (Ayacucho)        | Argentino (Juárez)        | 2                        | 1 (3) |                  |                  |  |  |                 |                 |  |  |                 |                 |
|  | Estrada (Ayacucho)        |                           |                          | 1 (3) |                  |                  |  |  |                 |                 |  |  |                 |                 |
|  | Argentino (Juárez)        | 1 (4)                     |                          |       |                  |                  |  |  |                 |                 |  |  |                 |                 |
|  | Argentino (Juárez)        | 1 (4)                     | Independiente (Tandil)   | 3     |                  |                  |  |  |                 |                 |  |  |                 |                 |
|  |                           |                           |                          | 3     |                  |                  |  |  |                 |                 |  |  |                 |                 |
|  |                           | Def. del Cerro (Tandil)   | 1                        |       |                  |                  |  |  |                 |                 |  |  |                 |                 |
|  | Atlético Ayacucho         | Def. del Cerro (Tandil)   | 1                        | 0 (3) |                  |                  |  |  |                 |                 |  |  |                 |                 |
|  | Atlético Ayacucho         |                           |                          | 0 (3) |                  |                  |  |  |                 |                 |  |  |                 |                 |
|  | Excursionistas (Tandil)   | 0 (1)                     |                          |       |                  |                  |  |  |                 |                 |  |  |                 |                 |
|  | Excursionistas (Tandil)   | 0 (1)                     | Atlético Ayacucho        | 0 (3) |                  |                  |  |  |                 |                 |  |  |                 |                 |
|  |                           |                           |                          | 0 (3) |                  |                  |  |  |                 |                 |  |  |                 |                 |
|  |                           | Juarense (Benito Juárez)  | 0 (1)                    |       |                  |                  |  |  |                 |                 |  |  |                 |                 |
|  | Sarmiento (Ayacucho)      | Juarense (Benito Juárez)  | 0 (1)                    | 0 (1) |                  |                  |  |  |                 |                 |  |  |                 |                 |
|  | Sarmiento (Ayacucho)      |                           |                          | 0 (1) |                  |                  |  |  |                 |                 |  |  |                 |                 |
|  | Juarense (Juárez)         | 0 (4)                     |                          |       |                  |                  |  |  |                 |                 |  |  |                 |                 |
|  | Juarense (Juárez)         | 0 (4)                     | Atlético Ayacucho        | 0     |                  |                  |  |  |                 |                 |  |  |                 |                 |
|  |                           |                           |                          | 0     |                  |                  |  |  |                 |                 |  |  |                 |                 |
|  |                           | Def. del Cerro (Tandil)   | 1                        |       |                  |                  |  |  |                 |                 |  |  |                 |                 |
|  | Villa Aguirre (Tandil)    | Def. del Cerro (Tandil)   | 1                        | 0     |                  |                  |  |  |                 |                 |  |  |                 |                 |
|  | Villa Aguirre (Tandil)    |                           |                          | 0     |                  |                  |  |  |                 |                 |  |  |                 |                 |
|  | Gimnasia (Tandil)         | 1                         |                          |       |                  |                  |  |  |                 |                 |  |  |                 |                 |
|  | Gimnasia (Tandil)         | 1                         | Gimnasia (Tandil)        | 1 (5) |                  |                  |  |  |                 |                 |  |  |                 |                 |
|  |                           |                           |                          | 1 (5) |                  |                  |  |  |                 |                 |  |  |                 |                 |
|  |                           | Def. del Cerro (Tandil)   | 1 (6)                    |       |                  |                  |  |  |                 |                 |  |  |                 |                 |
|  | San Lorenzo (Rauch)       | Def. del Cerro (Tandil)   | 1 (6)                    | 1 (5) |                  |                  |  |  |                 |                 |  |  |                 |                 |
|  | San Lorenzo (Rauch)       |                           |                          | 1 (5) |                  |                  |  |  |                 |                 |  |  |                 |                 |
|  | Def. del Cerro (Tandil)   | 1 (6)                     |                          |       |                  |                  |  |  |                 |                 |  |  |                 |                 |
|  | Def. del Cerro (Tandil)   | 1 (6)                     |                          |       |                  |                  |  |  |                 |                 |  |  |                 |                 |

| Ganador de la Tercera fase |
| -------------------------- |
| Independiente (Tandil)     |

### Octavos de final
- Cruces de octavos de final: El Eco de Tandil

| 2 de noviembre, 16:30 | Atlético Ayacucho                                                                             | 0:0 (3:1 p.)               | Excursionistas (Tandil)                                             | Luciano Ceverio, Ayacucho |  |
|                       |                                                                                               |                            |                                                                     | Árbitro(s): Marcelo Casco |  |
|                       |                                                                                               | Tiros desde el punto penal |                                                                     |                           |  |
|                       | Iñaki Oillataguerre · Hugo Quintas · Lucio Esteberena · Juan Pablo Vicente · Manuel Ceverio · |                            | Agustín Aguirre · Diego Andolfatti · Nicolás Castro · Julián García |                           |  |

| 4 de noviembre, 20:30 | Sarmiento (Ayacucho)                           | 0:0 (1:4 p.)               | Juarense (Benito Juárez)                                          | Mpal. José Barbieri, Ayacucho |  |
|                       |                                                | Reporte                    |                                                                   |                               |  |
|                       |                                                | Tiros desde el punto penal |                                                                   |                               |  |
|                       | Leonardo Serfaty · Joaquín Ríos · Juan Pereyra |                            | Luciano Silva · Germán González · Nicolás Robledo · Franco Zapata |                               |  |

| 2 de noviembre, 16:30 | San Lorenzo (Rauch) | 1:1 (5:6 p.) | Def. del Cerro (Tandil) | Municipal, Rauch             |                              |
|                       | Rodrigo Zárate      |              | Claudio González        | Árbitro(s): Adrián Caballero | Árbitro(s): Adrián Caballero |

| 2 de noviembre, 16:30 | Villa Aguirre (Tandil) | 0:1 | Gimnasia (Tandil) | La Movediza, Tandil         |                             |
|                       |                        |     | Juan Kwist        | Árbitro(s): Víctor González | Árbitro(s): Víctor González |

| 2 de noviembre, 16:30 | Independiente (Tandil)                 | 2:0 | UNICEN (Tandil) | Agustín Berroeta, Tandil   |                            |
|                       | Ramiro Arteagaveytía · Rodolfo Valerio |     |                 | Árbitro(s): Marcelo Torres | Árbitro(s): Marcelo Torres |

| 2 de noviembre, 16:30 | Unión y Progreso (Tandil)      | 2:3 | Santamarina (Tandil)                                            | Gimnasia, Tandil          |                           |
|                       | Martín Alonso · Marcelo Abadie |     | Diego Guerendiain -' (a.g.) · Agustín Politano · Gonzalo Franco | Árbitro(s): Diego Novelli | Árbitro(s): Diego Novelli |

| 1 de noviembre, 16:30 | Ferrocarril Sud (Tandil)                      | 3:0     | Alumni (Benito Juárez) | Dámaso Latasa, Tandil           |                                 |
|                       | Esteban Bonarrigo 45' · Martín Pradal 55' 68' | Reporte |                        | Árbitro(s): Sebastián Quinteros | Árbitro(s): Sebastián Quinteros |

| 2 de noviembre, 16:30 | Estrada (Ayacucho)                                                                  | 1:1 (3:4 p.)               | Argentino (Benito Juárez)                                                                   | Mpal. José Barbieri, Ayacucho |                             |
|                       | Santiago Culós 13'                                                                  | Reporte                    | Roberto Argüello 21'                                                                        | Árbitro(s): Daniel Figueroa   | Árbitro(s): Daniel Figueroa |
|                       |                                                                                     | Tiros desde el punto penal |                                                                                             |                               |                             |
|                       | Nicolás Cruz · Marcos Martínez · Juan Pablo Gamalero · Martín Sauco · Martín Scerbo |                            | Francisco Gómez Olsen · Emanuel Mansilla · Franco Madrid · Hiram Cimminelli · Rafael Rímoli |                               |                             |

### Cuartos de final
- Cruces de octavos de final: El Eco de Tandil

| 8 de noviembre, 16:30 | Atlético Ayacucho                                  | 0:0 (3:1 p.)               | Juarense (Benito Juárez)                                           | Luciano Ceverio, Ayacucho   |  |
|                       |                                                    |                            |                                                                    | Árbitro(s): Lucas Gualdieri |  |
|                       |                                                    | Tiros desde el punto penal |                                                                    |                             |  |
|                       | Gastón Olavarrieta · Hugo Quintas · Manuel Ceverio |                            | Luciano Silva · Francisco Coda · Germán González · Juan Larrazabal |                             |  |

| 8 de noviembre, 16:30 | Gimnasia (Tandil) | 1:1 (5:6 p.)               | Def. del Cerro (Tandil) | Gimnasia, Tandil           |                            |
|                       | Leandro Buccella | Reporte                    | Leandro Escudero | Árbitro(s): Marcelo Torres | Árbitro(s): Marcelo Torres |
|                       | | Tiros desde el punto penal | |                            |                            |
|                       | Convirtieron: · Sebastián Belsito · Matías Arrospide · Marcos Fernández · Juan Flores · Fabricio Gómez · Fallaron: · Pablo Federico · Ricardo Tasín · Emanuel Corrado |                            | Convirtieron: · Lucas Ruarte · Claudio Ruarte · Sebastián Gorozo · Matías Soto · Leandro González · Emanuel Cadona · Fallaron: · Leandro Escudero · Claudio González |                            |                            |

| 8 de noviembre, 16:30 | Independiente (Tandil)                                   | 3:1     | Santamarina (Tandil) | Agustín Berroeta, Tandil    |                             |
|                       | Laurenao Pereyra · Santiago Aladro · Alessandro Pecchiar | Reporte | Santos Bacigalupe    | Árbitro(s): Rodrigo Álvarez | Árbitro(s): Rodrigo Álvarez |

| 8 de noviembre, 16:30 | Ferrocarril Sud (Tandil) | 0:2     | Argentino (Benito Juárez)                     | Dámaso Lastasa, Tandil    |                           |
|                       |                          | Reporte | Roberto Argüello 83' · Hiram Cimminelli 90+3' | Árbitro(s): Diego Novelli | Árbitro(s): Diego Novelli |

### Semifinales
| 15 de noviembre, 16:30 | Atlético Ayacucho | 0:1     | Def. del Cerro (Tandil) | Mpal. José Barbieri, Ayacucho |                             |
|                        |                   | Reporte | Leandro Escudero 65'    | Árbitro(s): Daniel Figueroa   | Árbitro(s): Daniel Figueroa |

| 15 de noviembre, 16:30 | Independiente (Tandil)                  | 2:0     | Argentino (Benito Juárez) | Agustín Berroeta, Tandil |                        |
|                        | Santiago Aladro 56' · Juan I. Turri 74' | Reporte |                           | Árbitro(s): Paulo Latú   | Árbitro(s): Paulo Latú |

### Final
| 22 de noviembre, 17:00 | Independiente (Tandil)                                         | 3:1 Video en YouTube. | Def. del Cerro (Tandil) | Agustín Berroeta, Tandil    |                             |
|                        | Rodolfo Valerio 25' · Juan I. Turri 40' · Agustín Olaechea 86' |                       | Maximiliano Corrado 34' | Árbitro(s): Víctor González | Árbitro(s): Víctor González |

|    | Guardameta     | Gonzalo Casas              |     |
|    | Defensa        | Manuel Aguirre             |     |
|    | Defensa        | Facundo Di Cataldo         |     |
|    | Defensa        | Laureano Pereyra           |     |
|    | Defensa        | Martín Camio               |     |
|    | Centrocampista | Agustín Olaechea           | 89' |
|    | Centrocampista | Rodrigo Baquero            |     |
|    | Centrocampista | Rodolfo Valerio            |     |
|    | Centrocampista | Francisco González Metilli | 76' |
|    | Delantero      | Ramiro Arteagaveytía       | 79' |
|    | Delantero      | Juan Ignacio Turri         |     |
| DT | DT             | Gerardo Villar             |     |

|    | Guardameta     | Matías Soto         |     |
|    | Defensa        | Emanuel Cadona      |     |
|    | Defensa        | Luis Ravenna        |     |
|    | Defensa        | Manuel Ruarte       |     |
|    | Defensa        | Jonathan Ruarte     | 68' |
|    | Centrocampista | José García         | 95' |
|    | Centrocampista | Sebastián Gorozo    |     |
|    | Centrocampista | Claudio González    |     |
|    | Centrocampista | Lucas Ruarte        | 89' |
|    | Delantero      | Maximiliano Corrado |     |
|    | Delantero      | Leandro Escudero    |     |
| DT | DT             | Luis Ruarte         |     |

|  | Centrocampista | Federico Ávila  | 76' |
|  | Delantero      | Santiago Aladro | 79' |
|  | Centrocampista | Marcos Vitale   | 89' |

|  | Delantero      | Ayrton Torres  | 68' |
|  | Centrocampista | Eduardo Canale | 89' |
|  | Delantero      | Franco Murrone | 95' |

|  | 25' | Rodolfo Valerio    |
|  | 40' | Juan Ignacio Turri |
|  | 86' | Agustín Olaechea   |

|  | 34' | Maximiliano Corrado |

| Expulsado | 85' | Sebastián Gorozo |

|    | Guardameta     | Gonzalo Casas              |     |
|    | Defensa        | Manuel Aguirre             |     |
|    | Defensa        | Facundo Di Cataldo         |     |
|    | Defensa        | Laureano Pereyra           |     |
|    | Defensa        | Martín Camio               |     |
|    | Centrocampista | Agustín Olaechea           | 89' |
|    | Centrocampista | Rodrigo Baquero            |     |
|    | Centrocampista | Rodolfo Valerio            |     |
|    | Centrocampista | Francisco González Metilli | 76' |
|    | Delantero      | Ramiro Arteagaveytía       | 79' |
|    | Delantero      | Juan Ignacio Turri         |     |
| DT | DT             | Gerardo Villar             |     |

|    | Guardameta     | Matías Soto         |     |
|    | Defensa        | Emanuel Cadona      |     |
|    | Defensa        | Luis Ravenna        |     |
|    | Defensa        | Manuel Ruarte       |     |
|    | Defensa        | Jonathan Ruarte     | 68' |
|    | Centrocampista | José García         | 95' |
|    | Centrocampista | Sebastián Gorozo    |     |
|    | Centrocampista | Claudio González    |     |
|    | Centrocampista | Lucas Ruarte        | 89' |
|    | Delantero      | Maximiliano Corrado |     |
|    | Delantero      | Leandro Escudero    |     |
| DT | DT             | Luis Ruarte         |     |

|  | Centrocampista | Federico Ávila  | 76' |
|  | Delantero      | Santiago Aladro | 79' |
|  | Centrocampista | Marcos Vitale   | 89' |

|  | Delantero      | Ayrton Torres  | 68' |
|  | Centrocampista | Eduardo Canale | 89' |
|  | Delantero      | Franco Murrone | 95' |

|  | 25' | Rodolfo Valerio    |
|  | 40' | Juan Ignacio Turri |
|  | 86' | Agustín Olaechea   |

|  | 34' | Maximiliano Corrado |

| Expulsado | 85' | Sebastián Gorozo |

## Final del año
| 30 de noviembre, 17:00 | Independiente (Tandil) | 0:0 Video en YouTube. | Atlético Ayacucho | Agustín Berroeta, Tandil       |  |
|                        |                        |                       |                   | Árbitro(s): Marcos Altamiranda |  |

|    | Guardameta     | Gonzalo Casas        |     |
|    | Defensa        | Manuel Aguirre       |     |
|    | Defensa        | Laureano Pereyra     |     |
|    | Defensa        | Facundo Di Cataldo   |     |
|    | Defensa        | Martín Camio         |     |
|    | Centrocampista | Agustín Olaechea     |     |
|    | Centrocampista | Rodrigo Baquero      |     |
|    | Centrocampista | Rodolfo Valerio      | 56' |
|    | Delantero      | Ramiro Arteagaveytía |     |
|    | Delantero      | Santiago Aladro      |     |
|    | Delantero      | Juan Ignacio Turri   |     |
| DT | DT             | Gerardo Villar       |     |

|    | Guardameta     | Hugo Quintas         |     |
|    | Defensa        | Juan Ignacio Pereyra |     |
|    | Defensa        | Manuel Ceverio       |     |
|    | Defensa        | Mauricio Vitral      |     |
|    | Defensa        | Maximiliano Sauco    |     |
|    | Centrocampista | Mariano Montalivet   | 74' |
|    | Centrocampista | Javier Vesce         |     |
|    | Centrocampista | Emanuel Morondo      |     |
|    | Centrocampista | Juan Pablo Vicente   |     |
|    | Delantero      | Gastón Olavarrieta   |     |
|    | Delantero      | Julián Aguirre       |     |
| DT | DT             | Fernando Aguiar      |     |

|  | Centrocampista | Francisco González Metilli | 56' |

|  | Centrocampista | Iñaki Oillataguerre | 74' |

|    | Guardameta     | Gonzalo Casas        |     |
|    | Defensa        | Manuel Aguirre       |     |
|    | Defensa        | Laureano Pereyra     |     |
|    | Defensa        | Facundo Di Cataldo   |     |
|    | Defensa        | Martín Camio         |     |
|    | Centrocampista | Agustín Olaechea     |     |
|    | Centrocampista | Rodrigo Baquero      |     |
|    | Centrocampista | Rodolfo Valerio      | 56' |
|    | Delantero      | Ramiro Arteagaveytía |     |
|    | Delantero      | Santiago Aladro      |     |
|    | Delantero      | Juan Ignacio Turri   |     |
| DT | DT             | Gerardo Villar       |     |

|    | Guardameta     | Hugo Quintas         |     |
|    | Defensa        | Juan Ignacio Pereyra |     |
|    | Defensa        | Manuel Ceverio       |     |
|    | Defensa        | Mauricio Vitral      |     |
|    | Defensa        | Maximiliano Sauco    |     |
|    | Centrocampista | Mariano Montalivet   | 74' |
|    | Centrocampista | Javier Vesce         |     |
|    | Centrocampista | Emanuel Morondo      |     |
|    | Centrocampista | Juan Pablo Vicente   |     |
|    | Delantero      | Gastón Olavarrieta   |     |
|    | Delantero      | Julián Aguirre       |     |
| DT | DT             | Fernando Aguiar      |     |

|  | Centrocampista | Francisco González Metilli | 56' |

|  | Centrocampista | Iñaki Oillataguerre | 74' |

| 7 de diciembre, 17:00 | Atlético Ayacucho | 1:0 | Independiente (Tandil) | Luciano Ceverio, Ayacucho  |                            |
|                       | Julián Aguirre 6' |     |                        | Árbitro(s): Ignacio Luizzi | Árbitro(s): Ignacio Luizzi |

|    | Guardameta     | Hugo Quintas       |     |
|    | Defensa        | Juan Pereyra       |     |
|    | Defensa        | Manuel Ceverio     |     |
|    | Defensa        | Mauricio Vitral    |     |
|    | Defensa        | Maximiliano Sauco  |     |
|    | Centrocampista | Mariano Montalivet | 61' |
|    | Centrocampista | Javier Vesce       |     |
|    | Centrocampista | Emanuel Morondo    | 81' |
|    | Centrocampista | Juan Pablo Vicente |     |
|    | Delantero      | Gastón Olavarrieta |     |
|    | Delantero      | Julián Aguirre     | 89' |
| DT | DT             | Fernando Aguiar    |     |

|    | Guardameta     | Gonzalo Casas              |     |
|    | Defensa        | Manuel Aguirre             |     |
|    | Defensa        | Laureano Pereyra           |     |
|    | Defensa        | Facundo Di Cataldo         | 85' |
|    | Defensa        | Martín Camio               |     |
|    | Centrocampista | Agustín Olaechea           |     |
|    | Centrocampista | Rodrigo Baquero            |     |
|    | Centrocampista | Rodolfo Valerio            | 69' |
|    | Centrocampista | Francisco González Metilli |     |
|    | Delantero      | Ramiro Arteagaveytía       |     |
|    | Delantero      | Juan Ignacio Turri         |     |
| DT | DT             | Gerardo Villar             |     |

|  | Centrocampista | Juan Pablo Ledesma | 61' |
|  | Centrocampista | Lucio Esteberena   | 81' |
|  | Centrocampista | Franco Trama       | 89' |

|  | Delantero | Santiago Aladro | 69' |
|  | Delantero | Federico Ávila  | 85' |

|  | 6' | Julián Aguirre |

|    | Guardameta     | Hugo Quintas       |     |
|    | Defensa        | Juan Pereyra       |     |
|    | Defensa        | Manuel Ceverio     |     |
|    | Defensa        | Mauricio Vitral    |     |
|    | Defensa        | Maximiliano Sauco  |     |
|    | Centrocampista | Mariano Montalivet | 61' |
|    | Centrocampista | Javier Vesce       |     |
|    | Centrocampista | Emanuel Morondo    | 81' |
|    | Centrocampista | Juan Pablo Vicente |     |
|    | Delantero      | Gastón Olavarrieta |     |
|    | Delantero      | Julián Aguirre     | 89' |
| DT | DT             | Fernando Aguiar    |     |

|    | Guardameta     | Gonzalo Casas              |     |
|    | Defensa        | Manuel Aguirre             |     |
|    | Defensa        | Laureano Pereyra           |     |
|    | Defensa        | Facundo Di Cataldo         | 85' |
|    | Defensa        | Martín Camio               |     |
|    | Centrocampista | Agustín Olaechea           |     |
|    | Centrocampista | Rodrigo Baquero            |     |
|    | Centrocampista | Rodolfo Valerio            | 69' |
|    | Centrocampista | Francisco González Metilli |     |
|    | Delantero      | Ramiro Arteagaveytía       |     |
|    | Delantero      | Juan Ignacio Turri         |     |
| DT | DT             | Gerardo Villar             |     |

|  | Centrocampista | Juan Pablo Ledesma | 61' |
|  | Centrocampista | Lucio Esteberena   | 81' |
|  | Centrocampista | Franco Trama       | 89' |

|  | Delantero | Santiago Aladro | 69' |
|  | Delantero | Federico Ávila  | 85' |

|  | 6' | Julián Aguirre |

## Cuadrangular clasificatorio alFederal C
El objetivo de este cuadrangular es clasificar a un equipo al Torneo Federal C 2015. Lo jugarán Villa Aguirre y Ferrocarril Sud, por ser los dos mejores promedios en la 1.ª y 2.ª fases, junto con Defensores del Cerro y Argentino de Benito Juárez, por ser los mejores conjuntos de la 3.ª Fase. Si hay empate en los 90 minutos, se define por penales.
|  | Semifinales                   | Semifinales                   | Semifinales               |                           |                          | Final                    | Final | Final |  |
|  |                               |                               |                           |                           |                          |                          |       |       |  |
|  |                               |                               |                           |                           |                          |                          |       |       |  |
|  | Ferrocarril Sud (Tandil)      | Ferrocarril Sud (Tandil)      | 3                         |                           |                          |                          |       |       |  |
|  | Ferrocarril Sud (Tandil)      | Ferrocarril Sud (Tandil)      | 3                         |                           |                          |                          |       |       |  |
|  | Villa Aguirre (Tandil)        | Villa Aguirre (Tandil)        | 2                         |                           |                          |                          |       |       |  |
|  | Villa Aguirre (Tandil)        | Villa Aguirre (Tandil)        | 2                         |                           | Ferrocarril Sud (Tandil) | Ferrocarril Sud (Tandil) | 2 (2) |       |  |
|  |                               |                               |                           |                           | Ferrocarril Sud (Tandil) | Ferrocarril Sud (Tandil) | 2 (2) |       |  |
|  |                               |                               | Argentino (Benito Juárez) | Argentino (Benito Juárez) | 2 (4)                    |                          |       |       |  |
|  | Defensores del Cerro (Tandil) | Defensores del Cerro (Tandil) | Argentino (Benito Juárez) | Argentino (Benito Juárez) | 2 (4)                    | 1                        |       |       |  |
|  | Defensores del Cerro (Tandil) | Defensores del Cerro (Tandil) |                           |                           |                          | 1                        |       |       |  |
|  | Argentino (Benito Juárez)     | Argentino (Benito Juárez)     | 3                         |                           |                          |                          |       |       |  |
|  | Argentino (Benito Juárez)     | Argentino (Benito Juárez)     | 3                         |                           |                          |                          |       |       |  |
|  |                               |                               |                           |                           |                          |                          |       |       |  |

### Semifinal
| 3 de diciembre, 18:00 | Ferrocarril Sud (Tandil)                                                   | 3:2     | Villa Aguirre (Tandil)                         | Mpal Gral. San Martín, Tandil  |                                |
|                       | Esteban Bonarrigo 2' · Emiliano Cadona 13' (a.g.) · Luciano Sequeira 90+3' | Reporte | Rodrigo Quintas 19' · Federico Astorgano 45+1' | Árbitro(s): Maximiliano Moreno | Árbitro(s): Maximiliano Moreno |

| 3 de diciembre, 21:00                               | Defensores del Cerro (Tandil) | 1:3     | Argentino (Benito Juárez)                        | Mpal Gral. San Martín, Tandil |                             |
|                                                     | Claudio González 47'          | Reporte | Francisco Gómez Olsen 42' 44' · Darío Larrea 69' | Árbitro(s): Daniel Figueroa   | Árbitro(s): Daniel Figueroa |
| El partido fue suspendido a los 75' por incidentes. |                               |         |                                                  |                               |                             |

### Final
| 6 de diciembre, 20:00 | Ferrocarril Sud (Tandil)                                           | 2:2 (2:4 p.)               | Argentino (Benito Juárez)                                                                 | Mpal Gral. San Martín, Tandil |                             |
|                       | Emmanuel Villegas 17' · Gonzalo Herrera 53'                        | Reporte                    | Juan C. Riganti 45+1' 62'                                                                 | Árbitro(s): Daniel Figueroa   | Árbitro(s): Daniel Figueroa |
|                       |                                                                    | Tiros desde el punto penal |                                                                                           |                               |                             |
|                       | Nicolás Auce · Esteban Bonarrigo · Juan Sánchez · Luciano Sequeira |                            | Francisco Gómez Olsen · Hiram Cimminelli · Franco Madrid · Juan Villar · Roberto Argüello |                               |                             |

## Goleadores
| Jugador              | Jugador               | Goles | Equipo                    |
| -------------------- | --------------------- | ----- | ------------------------- |
| Bandera de Argentina | Luciano Silva         | 12    | Juarense (Benito Juárez)  |
| Bandera de Argentina | Santiago Aladro       | 12    | Independiente (Tandil)    |
| Bandera de Argentina | Francisco Gómez Olsen | 11    | Argentino (Benito Juárez) |
| Bandera de Argentina | Mariano Larragneguy   | 11    | Gimnasia (Tandil)         |
| Bandera de Argentina | Rodrigo Zárate        | 11    | San Lorenzo (Rauch)       |
| Bandera de Argentina | Lucas Porta           | 10    | Villa Aguirre (Tandil)    |
| Bandera de Argentina | Jorge Valverde        | 10    | Santamarina (Tandil)      |
| Bandera de Argentina | Nicolás Robledo       | 10    | Juarense (Benito Juárez)  |
| Bandera de Argentina | Gabriel Durruty       | 10    | Velense (Vela)            |
| Bandera de Argentina | Martín Pradal         | 10    | Ferrocarril Sud (Tandil)  |
| Bandera de Argentina | Gastón Olavarrieta    | 9     | Atlético Ayacucho         |

| Atlético Ayacucho 1.er título |

| Todas las ediciones del torneo (En negrita la última edición ganada por ese club) | Todas las ediciones del torneo (En negrita la última edición ganada por ese club) | Todas las ediciones del torneo (En negrita la última edición ganada por ese club) |
| Unión Regional Deportiva                                                          | Unión Regional Deportiva                                                          | Unión Regional Deportiva                                                          |
| --------------------------------------------------------------------------------- | --------------------------------------------------------------------------------- | --------------------------------------------------------------------------------- |
| Unión Regional Deportiva 2007 Independiente (Tandil) (1)                          | Unión Regional Deportiva 2008 Independiente (Tandil) (2)                          | Unión Regional Deportiva 2009 Santamarina (Tandil) (1)                            |
| Unión Regional Deportiva 2010 Atlético-Defensores (Ayacucho) (1)                  | Unión Regional Deportiva 2011 Ferrocarril Sud (Tandil) (1)                        | Unión Regional Deportiva 2012 Ferrocarril Sud (Tandil) (2)                        |
| Unión Regional Deportiva 2013 Independiente (Tandil) (3)                          |                                                                                   |                                                                                   |